# Campeonato de Primera División 2022-23 (Honduras)
El Campeonato de Primera División 2022-23 (también llamado Liga Betcris por motivos de patrocinio) fue la 57.ª edición  del Campeonato Anual de la Liga Nacional de Honduras.

## Sistema de competición
El Campeonato se constituye de dos torneos cortos —Torneo Apertura y Torneo Clausura—. El equipo que haya obtenido la peor puntuación, una vez finalizados ambos torneos, descenderá a la Liga de Ascenso. 
Cada torneo está compuesto por dos vueltas (con 9 jornadas cada una). Una vez finalizadas las vueltas regulares, los equipos que hayan alcanzado los primeros dos lugares en la tabla de posiciones, accederán automáticamente a las semifinales. 
Por otra parte, los clubes que hayan ocupado los puestos 3°, 4°, 5° y 6° tendrán que disputar una fase de eliminación previa. Los dos clubes que resulten ganadores en esta fase, clasificarán a las semifinales. 
Finalmente, el título de campeón lo disputarán los dos clubes que hayan superado la fase de semifinales.
A la Liga Nacional de Fútbol de Honduras, se le otorgaron 4 cupos para la Copa Centroamericana de Concacaf 2023, cupos que obtendrán los campeones de los torneos Apertura y Clausura, mientras que el tercer y cuarto cupo será para los 2 equipos mejor posicionados, en la tabla acumulada de toda la temporada, que no fueron campeones.

## Información de los equipos

### Ascenso y descenso
| Pos | a la Liga Nacional |
| --- | ------------------ |
| 1.º | Olancho            |

| Pos  | a la Liga de Ascenso |
| ---- | -------------------- |
| 10.º | Platense             |

### Equipos participantes
| Equipo            | Ciudad         | Entrenador       | Estadio                  | Capacidad | Indumentaria | Patrocinador(es) principal(es) |
| ----------------- | -------------- | ---------------- | ------------------------ | --------- | ------------ | ------------------------------ |
| Olimpia           | Tegucigalpa    | Pedro Troglio    | Chelato Uclés            | 35 000    | Umbro        | Banco Atlántida                |
| Motagua           | Tegucigalpa    | Ninrod Medina    | Chelato Uclés            | 35 000    | Joma         | Pepsi                          |
| Real España       | San Pedro Sula | Julio Rodríguez  | Morazán                  | 20 000    | Kelme        | El Cañal                       |
| Marathón          | San Pedro Sula | Salomón Nazar    | Yankel Rosenthal         | 15 000    | Joma         | Llantilandia                   |
| Vida              | La Ceiba       | Fernando Mira    | Ceibeño                  | 20 000    | MGsports     | Molineros's Tigo               |
| Honduras Progreso | El Progreso    | Jhon Jairo López | Humberto Micheletti      | 5000      | Puma Huriver | Llantilandia Tigo              |
| UPNFM             | Tegucigalpa    | Héctor Castellón | Chelato Uclés            | 35 000    | Createx      | Fundaupn Betcris               |
| Real Sociedad     | Tocoa          | Mauro Reyes      | Francisco Martínez Durón | 10 000    | Gocca Sports | Molineros's                    |
| Victoria          | La Ceiba       | Héctor Vargas    | Ceibeño                  | 20 000    | Nova Sport   | Banco de Occidente             |
| Olancho F.C.      | Juticalpa      | Humberto Rivera  | Juan Ramón Brevé Vargas  | 22 000    | Gocca Sports | Ecomuni                        |

### Equipos por zona geográfica
| UPNFM Honduras Progreso Motagua Olimpia Victoria Real Sociedad Real España Marathón Vida Olancho \| Departamento \| N.º \| Equipos \| \| ----------------- \| --- \| ------------------------ \| \| Francisco Morazán \| 3 \| Motagua, Olimpia y UPNFM \| \| Cortés \| 2 \| Marathón y Real España \| \| Yoro \| 1 \| Honduras Progreso \| \| Atlántida \| 2 \| Vida y Victoria \| \| Colón \| 1 \| Real Sociedad \| \| Olancho \| 1 \| Olancho \| |     |                          |
| Departamento | N.º | Equipos                  |
| Francisco Morazán | 3   | Motagua, Olimpia y UPNFM |
| Cortés | 2   | Marathón y Real España   |
| Yoro | 1   | Honduras Progreso        |
| Atlántida | 2   | Vida y Victoria          |
| Colón | 1   | Real Sociedad            |
| Olancho | 1   | Olancho                  |

## Torneo Apertura
| Real Sociedad      | 0 - 2 | Marathón          | Francisco Martinez | 30 de julio | 18:00 |  |
| Vida               | 0 - 1 | Olimpia           | Ceibeño            | 30 de julio | 19:30 |  |
| Olancho            | 1 - 1 | Victoria          | Juan Ramón Breve   | 31 de julio | 15:00 |  |
| Motagua            | 4 - 0 | Honduras Progreso | Chelato Uclés      | 31 de julio | 16:00 |  |
| Real España        | 1 - 0 | UPNFM             | Francisco Morazán  | 31 de julio | 17:00 |  |
| Total de goles: 10 |       |                   |                    |             |       |  |

| UPNFM             | 2 - 0 | Real Sociedad | Chelato Uclés       | 6 de agosto | 17:00 |  |
| Honduras Progreso | 0 - 2 | Marathón      | Humberto Micheletti | 6 de agosto | 19:15 |  |
| Olimpia           | 2 - 0 | Victoria      | Chelato Uclés       | 6 de agosto | 19:30 |  |
| Vida              | 1 - 0 | Olancho       | Ceibeño             | 6 de agosto | 19:30 |  |
| Real España       | 1 - 1 | Motagua       | Olímpico            | 7 de agosto | 17:00 |  |
| Total de goles: 9 |       |               |                     |             |       |  |

| Real Sociedad      | 2 - 1 | Real España | Francisco Martínez  | 10 de agosto | 15:00 |  |
| Motagua            | 2 - 2 | Vida        | Chelato Uclés       | 10 de agosto | 19:00 |  |
| Victoria           | 4 - 0 | UPNFM       | Ceibeño             | 10 de agosto | 19:00 |  |
| Honduras Progreso  | 2 - 2 | Olancho     | Humberto Micheletti | 10 de agosto | 19:15 |  |
| Marathón           | 1 - 2 | Olimpia     | Olímpico            | 10 de agosto | 21:15 |  |
| Total de goles: 18 |       |             |                     |              |       |  |

| UPNFM              | 1 - 2 | Honduras Progreso | Chelato Uclés     | 13 de agosto | 17:00 |  |
| Vida               | 2 - 0 | Real Sociedad     | Ceibeño           | 13 de agosto | 19:30 |  |
| Olancho            | 0 - 1 | Olimpia           | Juan Ramón Breve  | 14 de agosto | 15:00 |  |
| Motagua            | 4 - 1 | Marathón          | Chelato Uclés     | 14 de agosto | 16:00 |  |
| Real España        | 2 - 1 | Victoria          | Francisco Morazán | 14 de agosto | 17:00 |  |
| Total de goles: 14 |       |                   |                   |              |       |  |

| Marathón           | 4 - 4 | Vida              | Yankel Rosenthal   | 20 de agosto | 15:30 |  |
| UPNFM              | 2 - 3 | Motagua           | Chelato Uclés      | 20 de agosto | 19:00 |  |
| Real Sociedad      | 1 - 2 | Olancho           | Francisco Martinez | 21 de agosto | 14:00 |  |
| Victoria           | 2 - 1 | Honduras Progreso | Ceibeño            | 21 de agosto | 16:00 |  |
| Olimpia            | 1 - 1 | Real España       | Chelato Uclés      | 21 de agosto | 16:00 |  |
| Total de goles: 21 |       |                   |                    |              |       |  |

| Honduras Progreso | 0 - 1 | Vida          | Humberto Micheletti | 26 de agosto | 19:15 |  |
| Victoria          | 1 - 0 | Real Sociedad | Ceibeño             | 27 de agosto | 19:30 |  |
| Olancho           | 0 - 1 | Motagua       | Juan Ramón Breve    | 28 de agosto | 15:00 |  |
| Olimpia           | 2 - 0 | UPNFM         | Chelato Uclés       | 28 de agosto | 16:00 |  |
| Real España       | 2 - 0 | Marathón      | Francisco Morazán   | 28 de agosto | 19:00 |  |
| Total de goles: 7 |       |               |                     |              |       |  |

| UPNFM              | 1 - 2 | Olancho       | Chelato Uclés       | 31 de agosto    | 17:00 |  |
| Honduras Progreso  | 4 - 0 | Real Sociedad | Humberto Micheletti | 31 de agosto    | 19:15 |  |
| Marathón           | 1 - 1 | Victoria      | Olímpico            | 31 de agosto    | 19:30 |  |
| Vida               | 1 - 0 | Real España   | Ceibeño             | 31 de agosto    | 19:30 |  |
| Motagua            | 1 - 0 | Olimpia       | Chelato Uclés       | 1 de septiembre | 20:00 |  |
| Total de goles: 11 |       |               |                     |                 |       |  |

| Victoria           | 1 - 2 | Vida              | Ceibeño            | 3 de septiembre | 19:15 |  |
| Real Sociedad      | 1 - 2 | Motagua           | Francisco Martínez | 4 de septiembre | 14:00 |  |
| Olancho            | 3 - 1 | Real España       | Juan Ramón Breve   | 4 de septiembre | 15:00 |  |
| Marathón           | 1 - 1 | UPNFM             | Yankel Rosenthal   | 4 de septiembre | 15:30 |  |
| Olimpia            | 1 - 1 | Honduras Progreso | Chelato Uclés      | 4 de septiembre | 16:00 |  |
| Total de goles: 14 |       |                   |                    |                 |       |  |

| Vida               | 2 - 1 | UPNFM             | Ceibeño            | 10 de septiembre | 19:30 |  |
| Real Sociedad      | 2 - 2 | Olimpia           | Francisco Martínez | 11 de septiembre | 14:00 |  |
| Olancho            | 2 - 3 | Marathón          | Juan Ramón Breve   | 11 de septiembre | 15:00 |  |
| Motagua            | 2 - 1 | Victoria          | Marcelo Tinoco     | 11 de septiembre | 16:00 |  |
| Real España        | 2 - 0 | Honduras Progreso | Rubén Deras        | 11 de septiembre | 17:00 |  |
| Total de goles: 17 |       |                   |                    |                  |       |  |

| Victoria           | 2 - 1 | Olancho       | Ceibeño             | 17 de septiembre | 19:00 |  |
| Marathón           | 3 - 0 | Real Sociedad | Yankel Rosenthal    | 18 de septiembre | 15:15 |  |
| Honduras Progreso  | 0 - 1 | Motagua       | Humberto Micheletti | 18 de septiembre | 16:00 |  |
| UPNFM              | 2 - 2 | Real España   | Chelato Uclés       | 18 de septiembre | 16:00 |  |
| Olimpia            | 2 - 0 | Vida          | Chelato Uclés       | 18 de septiembre | 18:45 |  |
| Total de goles: 13 |       |               |                     |                  |       |  |

| Marathón           | 5 - 1 | Honduras Progreso | Yankel Rosenthal   | 1 de octubre | 15:15 |  |
| Motagua            | 1 - 2 | Real España       | Chelato Uclés      | 1 de octubre | 19:00 |  |
| Victoria           | 0 - 2 | Olimpia           | Ceibeño            | 1 de octubre | 19:30 |  |
| Real Sociedad      | 0 - 2 | UPNFM             | Francisco Martínez | 2 de octubre | 14:00 |  |
| Olancho            | 2 - 1 | Vida              | Juan Ramón Brevé   | 2 de octubre | 15:00 |  |
| Total de goles: 16 |       |                   |                    |              |       |  |

| Real España        | 1 - 3 | Real Sociedad     | Rubén Deras      | 7 de octubre | 19:00 |  |
| UPNFM              | 2 - 2 | Victoria          | Chelato Uclés    | 8 de octubre | 17:00 |  |
| Olimpia            | 1 - 0 | Marathón          | Chelato Uclés    | 8 de octubre | 19:00 |  |
| Vida               | 0 - 3 | Motagua           | Ceibeño          | 8 de octubre | 19:30 |  |
| Olancho            | 2 - 1 | Honduras Progreso | Juan Ramón Brevé | 9 de octubre | 10:00 |  |
| Total de goles: 15 |       |                   |                  |              |       |  |

| Marathón           | 2 - 2 | Motagua     | Yankel Rosenthal    | 15 de octubre | 15:15 |  |
| Honduras Progreso  | 2 - 2 | UPNFM       | Humberto Micheletti | 15 de octubre | 19:15 |  |
| Victoria           | 1 - 4 | Real España | Ceibeño             | 15 de octubre | 19:30 |  |
| Real Sociedad      | 0 - 0 | Vida        | Francisco Martinez  | 16 de octubre | 15:00 |  |
| Olimpia            | 0 - 1 | Olancho     | Chelato Uclés       | 16 de octubre | 16:00 |  |
| Total de goles: 14 |       |             |                     |               |       |  |

| Real España        | 0 - 0 | Olimpia       | Francisco Morazán   | 19 de octubre | 19:00 |  |
| Olancho            | 7 - 0 | Real Sociedad | Juan Ramón Brevé    | 19 de octubre | 19:00 |  |
| Honduras Progreso  | 2 - 2 | Victoria      | Humberto Micheletti | 19 de octubre | 19:15 |  |
| Vida               | 2 - 2 | Marathón      | Ceibeño             | 19 de octubre | 19:30 |  |
| Motagua            | 2 - 2 | UPNFM         | Chelato Uclés       | 20 de octubre | 19:00 |  |
| Total de goles: 19 |       |               |                     |               |       |  |

| Vida               | 0 - 0 | Honduras Progreso | Ceibeño            | 22 de octubre | 19:30 |  |
| Marathón           | 2 - 0 | Real España       | Yankel Rosenthal   | 23 de octubre | 15:15 |  |
| UPNFM              | 0 - 0 | Olimpia           | Marcelo Tinoco     | 23 de octubre | 16:00 |  |
| Motagua            | 1 - 3 | Olancho           | Chelato Uclés      | 23 de octubre | 16:00 |  |
| Real Sociedad      | 2 - 5 | Victoria          | Francisco Martinez | 23 de octubre | 18:00 |  |
| Total de goles: 13 |       |                   |                    |               |       |  |

| Real España        | 2 - 1 | Vida              | Francisco Morazán  | 5 de noviembre | 19:00 |  |
| Victoria           | 2 - 1 | Marathón          | Ceibeño            | 5 de noviembre | 19:30 |  |
| Real Sociedad      | 2 - 2 | Honduras Progreso | Francisco Martinez | 6 de noviembre | 15:00 |  |
| Olancho            | 3 - 0 | UPNFM             | Juan Ramón Brevé   | 6 de noviembre | 15:00 |  |
| Olimpia            | 4 - 0 | Motagua           | Francisco Morazán  | 6 de noviembre | 18:00 |  |
| Total de goles: 17 |       |                   |                    |                |       |  |

| Real España        | 4 - 3 | Olancho       | Rubén Deras         | 12 de noviembre | 18:00 |  |
| Honduras Progreso  | 1 - 2 | Olimpia       | Humberto Micheletti | 12 de noviembre | 19:00 |  |
| Vida               | 0 - 1 | Victoria      | Ceibeño             | 12 de noviembre | 19:30 |  |
| Motagua            | 2 - 2 | Real Sociedad | Carlos Miranda      | 13 de noviembre | 16:30 |  |
| UPNFM              | 2 - 1 | Marathón      | Emilio Williams     | 13 de noviembre | 17:00 |  |
| Total de goles: 18 |       |               |                     |                 |       |  |

| Honduras Progreso  | 0 - 0 | Real España   | Humberto Micheletti | 19 de noviembre | 15:00 |  |
| Victoria           | 1 - 0 | Motagua       | Ceibeño             | 19 de noviembre | 15:00 |  |
| Olimpia            | 2 - 0 | Real Sociedad | Carlos Miranda      | 19 de noviembre | 15:00 |  |
| UPNFM              | 3 - 2 | Vida          | Emilio Williams     | 19 de noviembre | 15:00 |  |
| Marathón           | 4 - 0 | Olancho       | Yankel Rosenthal    | 19 de noviembre | 15:00 |  |
| Total de goles: 12 |       |               |                     |                 |       |  |

### Tabla de posiciones
| Pos. | Equipo        | Pts. | PJ | G  | E | P  | GF | GC | Dif. |  |
| ---- | ------------- | ---- | -- | -- | - | -- | -- | -- | ---- |  |
| 1    | Olimpia       | 38   | 18 | 11 | 5 | 2  | 25 | 8  | +17  |  |
| 2    | Motagua       | 32   | 18 | 9  | 5 | 4  | 32 | 24 | +8   |  |
| 3    | Olancho       | 29   | 18 | 9  | 2 | 7  | 35 | 25 | +10  |  |
| 4    | Real España   | 29   | 18 | 8  | 5 | 5  | 26 | 22 | +4   |  |
| 5    | Victoria      | 28   | 18 | 8  | 4 | 6  | 28 | 25 | +3   |  |
| 6    | Marathón      | 26   | 18 | 7  | 5 | 6  | 35 | 26 | +9   |  |
| 7    | Vida          | 23   | 18 | 6  | 5 | 7  | 21 | 24 | −3   |  |
| 8    | UPNFM         | 18   | 18 | 4  | 6 | 8  | 23 | 31 | −8   |  |
| 9    | Honduras P    | 13   | 18 | 2  | 7 | 9  | 19 | 31 | −12  |  |
| 10   | Real Sociedad | 10   | 18 | 2  | 4 | 12 | 15 | 42 | −27  |  |

 Fuente: Liga Betcris
|  | Clasifica a semifinales. |
|  | Clasifica a repechaje.   |
|  | Último lugar.            |

### Fase final
|  | Repechaje                                                | Repechaje                                                | Repechaje                                                | Repechaje                                                | Repechaje                                                |   |    | Semifinales                                                        | Semifinales                                                        | Semifinales                                                        | Semifinales                                                        | Semifinales                                                        |   |  | Final                                               | Final                                               | Final                                               | Final                                               | Final                                               |  |
|  | 23 y 24 de noviembre (ida) 26 y 27 de noviembre (vuelta) | 23 y 24 de noviembre (ida) 26 y 27 de noviembre (vuelta) | 23 y 24 de noviembre (ida) 26 y 27 de noviembre (vuelta) | 23 y 24 de noviembre (ida) 26 y 27 de noviembre (vuelta) | 23 y 24 de noviembre (ida) 26 y 27 de noviembre (vuelta) |   |    | 30 de noviembre y 1 de diciembre (ida) 3 y 4 de diciembre (vuelta) | 30 de noviembre y 1 de diciembre (ida) 3 y 4 de diciembre (vuelta) | 30 de noviembre y 1 de diciembre (ida) 3 y 4 de diciembre (vuelta) | 30 de noviembre y 1 de diciembre (ida) 3 y 4 de diciembre (vuelta) | 30 de noviembre y 1 de diciembre (ida) 3 y 4 de diciembre (vuelta) |   |  | 10 al 11 de diciembre(ida) 17 de diciembre (vuelta) | 10 al 11 de diciembre(ida) 17 de diciembre (vuelta) | 10 al 11 de diciembre(ida) 17 de diciembre (vuelta) | 10 al 11 de diciembre(ida) 17 de diciembre (vuelta) | 10 al 11 de diciembre(ida) 17 de diciembre (vuelta) |  |
|  |                                                          |                                                          |                                                          |                                                          |                                                          |   |    |                                                                    |                                                                    |                                                                    |                                                                    |                                                                    |   |  |                                                     |                                                     |                                                     |                                                     |                                                     |  |
|  |                                                          |                                                          |                                                          |                                                          |                                                          |   |    |                                                                    |                                                                    |                                                                    |                                                                    |                                                                    |   |  |                                                     |                                                     |                                                     |                                                     |                                                     |  |
|  | 3°                                                       | Olancho                                                  | 0                                                        | 1                                                        | 1                                                        |   |    |                                                                    |                                                                    |                                                                    |                                                                    |                                                                    |   |  |                                                     |                                                     |                                                     |                                                     |                                                     |  |
|  | 3°                                                       | Olancho                                                  | 0                                                        | 1                                                        | 1                                                        |   |    |                                                                    |                                                                    |                                                                    |                                                                    |                                                                    |   |  |                                                     |                                                     |                                                     |                                                     |                                                     |  |
|  | 6°                                                       | Marathón                                                 | 1                                                        | 1                                                        | 2                                                        |   |    |                                                                    |                                                                    |                                                                    |                                                                    |                                                                    |   |  |                                                     |                                                     |                                                     |                                                     |                                                     |  |
|  | 6°                                                       | Marathón                                                 | 1                                                        | 1                                                        | 2                                                        |   | 1° | Olimpia                                                            | 3                                                                  | 1                                                                  | 4*                                                                 |                                                                    |   |  |                                                     |                                                     |                                                     |                                                     |                                                     |  |
|  |                                                          |                                                          |                                                          |                                                          |                                                          |   | 1° | Olimpia                                                            | 3                                                                  | 1                                                                  | 4*                                                                 |                                                                    |   |  |                                                     |                                                     |                                                     |                                                     |                                                     |  |
|  |                                                          |                                                          | 6°                                                       | Marathón                                                 | 1                                                        | 3 | 4  |                                                                    |                                                                    |                                                                    |                                                                    |                                                                    |   |  |                                                     |                                                     |                                                     |                                                     |                                                     |  |
|  |                                                          |                                                          | 6°                                                       | Marathón                                                 | 1                                                        | 3 | 4  |                                                                    |                                                                    |                                                                    |                                                                    |                                                                    |   |  |                                                     |                                                     |                                                     |                                                     |                                                     |  |
|  |                                                          |                                                          |                                                          |                                                          |                                                          |   |    |                                                                    |                                                                    |                                                                    |                                                                    |                                                                    |   |  |                                                     |                                                     |                                                     |                                                     |                                                     |  |
|  |                                                          |                                                          |                                                          |                                                          |                                                          |   |    |                                                                    |                                                                    |                                                                    |                                                                    |                                                                    |   |  |                                                     |                                                     |                                                     |                                                     |                                                     |  |
|  |                                                          |                                                          |                                                          |                                                          |                                                          |   |    |                                                                    | 1°                                                                 | Olimpia                                                            | 1                                                                  | 2                                                                  | 3 |  |                                                     |                                                     |                                                     |                                                     |                                                     |  |
|  |                                                          |                                                          |                                                          |                                                          |                                                          |   |    |                                                                    |                                                                    |                                                                    |                                                                    |                                                                    | 3 |  |                                                     |                                                     |                                                     |                                                     |                                                     |  |
|  |                                                          |                                                          | 2°                                                       | Motagua                                                  | 0                                                        | 0 | 0  |                                                                    |                                                                    |                                                                    |                                                                    |                                                                    |   |  |                                                     |                                                     |                                                     |                                                     |                                                     |  |
|  | 4°                                                       | Real España                                              | 2°                                                       | Motagua                                                  | 0                                                        | 0 | 0  | 1                                                                  | 1                                                                  | 2                                                                  |                                                                    |                                                                    |   |  |                                                     |                                                     |                                                     |                                                     |                                                     |  |
|  | 4°                                                       | Real España                                              |                                                          |                                                          |                                                          |   |    |                                                                    |                                                                    | 2                                                                  |                                                                    |                                                                    |   |  |                                                     |                                                     |                                                     |                                                     |                                                     |  |
|  | 5°                                                       | Victoria                                                 | 1                                                        | 2                                                        | 3                                                        |   |    |                                                                    |                                                                    |                                                                    |                                                                    |                                                                    |   |  |                                                     |                                                     |                                                     |                                                     |                                                     |  |
|  | 5°                                                       | Victoria                                                 | 1                                                        | 2                                                        | 3                                                        |   | 2° | Motagua                                                            | 0                                                                  | 2                                                                  | 2                                                                  |                                                                    |   |  |                                                     |                                                     |                                                     |                                                     |                                                     |  |
|  |                                                          |                                                          |                                                          |                                                          |                                                          |   | 2° | Motagua                                                            | 0                                                                  | 2                                                                  | 2                                                                  |                                                                    |   |  |                                                     |                                                     |                                                     |                                                     |                                                     |  |
|  |                                                          |                                                          | 5°                                                       | Victoria                                                 | 0                                                        | 1 | 1  |                                                                    |                                                                    |                                                                    |                                                                    |                                                                    |   |  |                                                     |                                                     |                                                     |                                                     |                                                     |  |
|  |                                                          |                                                          | 5°                                                       | Victoria                                                 | 0                                                        | 1 | 1  |                                                                    |                                                                    |                                                                    |                                                                    |                                                                    |   |  |                                                     |                                                     |                                                     |                                                     |                                                     |  |
|  |                                                          |                                                          |                                                          |                                                          |                                                          |   |    |                                                                    |                                                                    |                                                                    |                                                                    |                                                                    |   |  |                                                     |                                                     |                                                     |                                                     |                                                     |  |
|  |                                                          |                                                          |                                                          |                                                          |                                                          |   |    |                                                                    |                                                                    |                                                                    |                                                                    |                                                                    |   |  |                                                     |                                                     |                                                     |                                                     |                                                     |  |
|  |                                                          |                                                          |                                                          |                                                          |                                                          |   |    |                                                                    |                                                                    |                                                                    |                                                                    |                                                                    |   |  |                                                     |                                                     |                                                     |                                                     |                                                     |  |
|  |                                                          |                                                          |                                                          |                                                          |                                                          |   |    |                                                                    |                                                                    |                                                                    |                                                                    |                                                                    |   |  |                                                     |                                                     |                                                     |                                                     |                                                     |  |

(*) Avanza por mejor posición en la Tabla General.

### Repechajes
| 24 de noviembre de 2022,15:00 | Marathón        | 1:0 (0:0) | Olancho | Estadio Yankel Rosenthal, San Pedro Sula. |                          |
|                               | F. Martínez 56' | Reporte   |         | Árbitro(s): Marvin Ortiz                  | Árbitro(s): Marvin Ortiz |

| 27 de noviembre de 2022, 15:00 | Olancho                | 1:1 (0:0) (Global 1:2) | Marathón       | Estadio Juan Ramón Brevé, Juticalpa. |                            |
|                                | A. Auzmendi 86' (pen.) | Reporte                | 70' D. Ramírez | Árbitro(s): Nelson Salgado           | Árbitro(s): Nelson Salgado |

| 23 de noviembre de 2022, 19:30 | Victoria      | 1:1 (0:1) | Real España      | Estadio Ceibeño, La Ceiba. |                            |
|                                | A. Vega 90+7' | Reporte   | 39' J. Benavídez | Árbitro(s): Melissa Borjas | Árbitro(s): Melissa Borjas |

| 26 de noviembre de 2022, 19:00 | Real España  | 1:2 (1:2) (Global 2:3) | Victoria         | Estadio Morazán, San Pedro Sula. |                        |
|                                | R. Rocca 25' | Reporte                | 18', 37' A. Vega | Árbitro(s): Luis Mejia           | Árbitro(s): Luis Mejia |

### Semifinales
| 1 de diciembre de 2022, 15:00 | Marathón       | 1:3 (1:1) | Olimpia                                             | Estadio Yankel Rosenthal, San Pedro Sula. |                           |
|                               | L. Campana 44' | Reporte   | 20' J. M. Pinto · 60' J. Bengtson · 66' Y. Arboleda | Árbitro(s): Oscar Moncada                 | Árbitro(s): Oscar Moncada |

| 4 de diciembre de 2022, 18:00                                         | Olimpia       | 1:3 (1:1) (Global 4:4) | Marathón                                         | Estadio Carlos Miranda, Comayagua. |                          |
|                                                                       | G. Araújo 38' | Reporte                | 25' C. Zúniga · 49' L. Campana · 62' F. Crisanto | Árbitro(s): Selvin Brown           | Árbitro(s): Selvin Brown |
| Olimpia clasifica a la final por mejor ubicación en la tabla general. |               |                        |                                                  |                                    |                          |

| 30 de noviembre de 2022, 19:30 | Victoria | 0:0     | Motagua | Estadio Ceibeño, La Ceiba.   |                              |
|                                |          | Reporte |         | Árbitro(s): Melvin Matamoros | Árbitro(s): Melvin Matamoros |

| 3 de diciembre de 2022, 16:30 | Motagua                        | 2:1 (1:0) (Global 2:1) | Victoria    | Estadio Carlos Miranda, Comayagua. |                            |
|                               | R. Moreira 42' · Á. Tejeda 85' | Reporte                | 72' A. Vega | Árbitro(s): Armando Castro         | Árbitro(s): Armando Castro |

### Final
| 10 de diciembre de 2022, 16:30 | Motagua | 0:1 (0:0) | Olimpia                  | Estadio Carlos Miranda, Comayagua. |                            |
|                                |         | Reporte   | 90+4' (pen.) Y. Arboleda | Árbitro(s): Armando Castro         | Árbitro(s): Armando Castro |

| 17 de diciembre de 2022, 19:00 | Olimpia                           | 2:0 (1:0) (Global 3:0) | Motagua | Estadio Ceibeño, La Ceiba. |                            |
|                                | J. Garcia 45+5' · M. Chirinos 69' | Reporte                |         | Árbitro(s): Nelson Salgado | Árbitro(s): Nelson Salgado |

### Final Ida
| 25    | POR   | Marlon Licona       |       |
| 2     | DEF   | Denil Maldonado     |       |
| 3     | DEF   | Carlos Meléndez     |       |
| 17    | DEF   | Wesly Decas         |       |
| 18    | DEF   | Diego Rodríguez     | 90+5' |
| 35    | DEF   | Cristopher Meléndez | 66'   |
| 7     | MED   | Iván López          |       |
| 12    | MED   | Marcelo Santos      |       |
| 22    | MED   | Jessé Moncada       |       |
| 32    | MED   | Jonathan Núñez      |       |
| 21    | DEL   | Roberto Moreira     |       |
| D. T. | D. T. | Hernán Medina       |       |

| 1     | POR   | Edrick Menjívar   |       |
| 2     | DEF   | Maylor Núñez      |       |
| 4     | DEF   | José García       |       |
| 6     | DEF   | Brayan Beckeles   |       |
| 31    | DEF   | Carlos Sánchez    |       |
| 21    | MED   | José Mario Pinto  | 66'   |
| 23    | MED   | Jorge Álvarez     | 79'   |
| 32    | MED   | Carlos Pineda     | 79'   |
| 19    | DEL   | Yustin Arboleda   |       |
| 27    | DEL   | Jerry Bengtson    | 66'   |
| 33    | DEL   | Michaell Chirinos | 90+9' |
| D. T. | D. T. | Pedro Troglio     |       |

| 23 | MED | Juan Delgado | 66'   |
| 4  | MED | Carlos Mejía | 90+5' |

| 13 | DEL | Brayan Moya     | 66'   |
| 65 | MED | Josman Figueroa | 66'   |
| 29 | MED | Germán Mejía    | 79'   |
| 14 | MED | Boniek García   | 79'   |
| 10 | MED | Yan Maciel      | 90+9' |

| 90+4' (pen.) | Yustin Arboleda | 0:1 |

| 27' | M. Santos |

| 29' | J. Álvarez |

| Principal  | Armando Castro   |
| Asistentes | Ebler Martinez   |
|            | Darinel Martinez |
| Cuarto     | Melvin Matamoros |
| Quinto     | Vivian Rodriguez |

| 25    | POR   | Marlon Licona       |       |
| 2     | DEF   | Denil Maldonado     |       |
| 3     | DEF   | Carlos Meléndez     |       |
| 17    | DEF   | Wesly Decas         |       |
| 18    | DEF   | Diego Rodríguez     | 90+5' |
| 35    | DEF   | Cristopher Meléndez | 66'   |
| 7     | MED   | Iván López          |       |
| 12    | MED   | Marcelo Santos      |       |
| 22    | MED   | Jessé Moncada       |       |
| 32    | MED   | Jonathan Núñez      |       |
| 21    | DEL   | Roberto Moreira     |       |
| D. T. | D. T. | Hernán Medina       |       |

| 1     | POR   | Edrick Menjívar   |       |
| 2     | DEF   | Maylor Núñez      |       |
| 4     | DEF   | José García       |       |
| 6     | DEF   | Brayan Beckeles   |       |
| 31    | DEF   | Carlos Sánchez    |       |
| 21    | MED   | José Mario Pinto  | 66'   |
| 23    | MED   | Jorge Álvarez     | 79'   |
| 32    | MED   | Carlos Pineda     | 79'   |
| 19    | DEL   | Yustin Arboleda   |       |
| 27    | DEL   | Jerry Bengtson    | 66'   |
| 33    | DEL   | Michaell Chirinos | 90+9' |
| D. T. | D. T. | Pedro Troglio     |       |

| 23 | MED | Juan Delgado | 66'   |
| 4  | MED | Carlos Mejía | 90+5' |

| 13 | DEL | Brayan Moya     | 66'   |
| 65 | MED | Josman Figueroa | 66'   |
| 29 | MED | Germán Mejía    | 79'   |
| 14 | MED | Boniek García   | 79'   |
| 10 | MED | Yan Maciel      | 90+9' |

| 90+4' (pen.) | Yustin Arboleda | 0:1 |

| 27' | M. Santos |

| 29' | J. Álvarez |

| Principal  | Armando Castro   |
| Asistentes | Ebler Martinez   |
|            | Darinel Martinez |
| Cuarto     | Melvin Matamoros |
| Quinto     | Vivian Rodriguez |

| 25    | POR   | Marlon Licona       |       |
| 2     | DEF   | Denil Maldonado     |       |
| 3     | DEF   | Carlos Meléndez     |       |
| 17    | DEF   | Wesly Decas         |       |
| 18    | DEF   | Diego Rodríguez     | 90+5' |
| 35    | DEF   | Cristopher Meléndez | 66'   |
| 7     | MED   | Iván López          |       |
| 12    | MED   | Marcelo Santos      |       |
| 22    | MED   | Jessé Moncada       |       |
| 32    | MED   | Jonathan Núñez      |       |
| 21    | DEL   | Roberto Moreira     |       |
| D. T. | D. T. | Hernán Medina       |       |

| 1     | POR   | Edrick Menjívar   |       |
| 2     | DEF   | Maylor Núñez      |       |
| 4     | DEF   | José García       |       |
| 6     | DEF   | Brayan Beckeles   |       |
| 31    | DEF   | Carlos Sánchez    |       |
| 21    | MED   | José Mario Pinto  | 66'   |
| 23    | MED   | Jorge Álvarez     | 79'   |
| 32    | MED   | Carlos Pineda     | 79'   |
| 19    | DEL   | Yustin Arboleda   |       |
| 27    | DEL   | Jerry Bengtson    | 66'   |
| 33    | DEL   | Michaell Chirinos | 90+9' |
| D. T. | D. T. | Pedro Troglio     |       |

| 23 | MED | Juan Delgado | 66'   |
| 4  | MED | Carlos Mejía | 90+5' |

| 13 | DEL | Brayan Moya     | 66'   |
| 65 | MED | Josman Figueroa | 66'   |
| 29 | MED | Germán Mejía    | 79'   |
| 14 | MED | Boniek García   | 79'   |
| 10 | MED | Yan Maciel      | 90+9' |

| 90+4' (pen.) | Yustin Arboleda | 0:1 |

| 27' | M. Santos |

| 29' | J. Álvarez |

| Principal  | Armando Castro   |
| Asistentes | Ebler Martinez   |
|            | Darinel Martinez |
| Cuarto     | Melvin Matamoros |
| Quinto     | Vivian Rodriguez |

| 25    | POR   | Marlon Licona       |       |
| 2     | DEF   | Denil Maldonado     |       |
| 3     | DEF   | Carlos Meléndez     |       |
| 17    | DEF   | Wesly Decas         |       |
| 18    | DEF   | Diego Rodríguez     | 90+5' |
| 35    | DEF   | Cristopher Meléndez | 66'   |
| 7     | MED   | Iván López          |       |
| 12    | MED   | Marcelo Santos      |       |
| 22    | MED   | Jessé Moncada       |       |
| 32    | MED   | Jonathan Núñez      |       |
| 21    | DEL   | Roberto Moreira     |       |
| D. T. | D. T. | Hernán Medina       |       |

| 1     | POR   | Edrick Menjívar   |       |
| 2     | DEF   | Maylor Núñez      |       |
| 4     | DEF   | José García       |       |
| 6     | DEF   | Brayan Beckeles   |       |
| 31    | DEF   | Carlos Sánchez    |       |
| 21    | MED   | José Mario Pinto  | 66'   |
| 23    | MED   | Jorge Álvarez     | 79'   |
| 32    | MED   | Carlos Pineda     | 79'   |
| 19    | DEL   | Yustin Arboleda   |       |
| 27    | DEL   | Jerry Bengtson    | 66'   |
| 33    | DEL   | Michaell Chirinos | 90+9' |
| D. T. | D. T. | Pedro Troglio     |       |

| 23 | MED | Juan Delgado | 66'   |
| 4  | MED | Carlos Mejía | 90+5' |

| 13 | DEL | Brayan Moya     | 66'   |
| 65 | MED | Josman Figueroa | 66'   |
| 29 | MED | Germán Mejía    | 79'   |
| 14 | MED | Boniek García   | 79'   |
| 10 | MED | Yan Maciel      | 90+9' |

| 90+4' (pen.) | Yustin Arboleda | 0:1 |

| 27' | M. Santos |

| 29' | J. Álvarez |

| Principal  | Armando Castro   |
| Asistentes | Ebler Martinez   |
|            | Darinel Martinez |
| Cuarto     | Melvin Matamoros |
| Quinto     | Vivian Rodriguez |

### Final Vuelta
| 1     | POR   | Edrick Menjívar   |     |
| 2     | DEF   | Maylor Núñez      |     |
| 4     | DEF   | José García       |     |
| 6     | DEF   | Brayan Beckeles   |     |
| 31    | DEF   | Carlos Sánchez    |     |
| 21    | MED   | José Mario Pinto  | 77' |
| 23    | MED   | Jorge Álvarez     | 59' |
| 32    | MED   | Carlos Pineda     | 82' |
| 19    | MED   | Yustin Arboleda   | 77' |
| 27    | MED   | Jerry Bengtson    | 59' |
| 33    | DEL   | Michaell Chirinos |     |
| D. T. | D. T. | Pedro Troglio     |     |

| 25    | POR   | Marlon Licona   |     |
| 2     | DEF   | Denil Maldonado |     |
| 3     | DEF   | Carlos Meléndez |     |
| 17    | DEF   | Wesly Decas     |     |
| 12    | DEF   | Marcelo Santos  |     |
| 18    | MED   | Diego Rodríguez | 67' |
| 7     | MED   | Iván López      | 56' |
| 8     | MED   | Walter Martínez | 67' |
| 23    | MED   | Juan Delgado    | 56' |
| 32    | MED   | Jonathan Núñez  | 67' |
| 21    | DEL   | Roberto Moreira |     |
| D. T. | D. T. | Hernán Medina   |     |

| 29 | MED | Germán Mejía   | 59' |
| 17 | MED | Jonathan Paz   | 59' |
| 9  | DEL | Jorge Benguché | 77' |
| 13 | DEL | Brayan Moya    | 77' |
| 14 | MED | Boniek García  | 82' |

| 11 | DEL | Ángel Tejeda       | 56' |
| 10 | DEL | Mauro Ortiz        | 56' |
| 4  | MED | Carlos Mejía       | 67' |
| 9  | DEL | Eddie Hernández    | 67' |
| 16 | MED | Héctor Castellanos | 67' |

| 45+5' · 69' | José García Michaell Chirinos | 1:0 2:0 |

| 42' · 45+1' · 50' | J. Alvarez Y. Arboleda J. García |

| 33' · 35' · 35' · 36' · 39' | M. Santos W. Decas D. Maldonado C. Meléndez I. López |

| Principal  | Nelson Salgado    |
| Asistentes | Christian Ramírez |
|            | José Espinoza     |
| Cuarto     | Oscar Moncada     |
| Quinto     | Rafael García     |

| 1     | POR   | Edrick Menjívar   |     |
| 2     | DEF   | Maylor Núñez      |     |
| 4     | DEF   | José García       |     |
| 6     | DEF   | Brayan Beckeles   |     |
| 31    | DEF   | Carlos Sánchez    |     |
| 21    | MED   | José Mario Pinto  | 77' |
| 23    | MED   | Jorge Álvarez     | 59' |
| 32    | MED   | Carlos Pineda     | 82' |
| 19    | MED   | Yustin Arboleda   | 77' |
| 27    | MED   | Jerry Bengtson    | 59' |
| 33    | DEL   | Michaell Chirinos |     |
| D. T. | D. T. | Pedro Troglio     |     |

| 25    | POR   | Marlon Licona   |     |
| 2     | DEF   | Denil Maldonado |     |
| 3     | DEF   | Carlos Meléndez |     |
| 17    | DEF   | Wesly Decas     |     |
| 12    | DEF   | Marcelo Santos  |     |
| 18    | MED   | Diego Rodríguez | 67' |
| 7     | MED   | Iván López      | 56' |
| 8     | MED   | Walter Martínez | 67' |
| 23    | MED   | Juan Delgado    | 56' |
| 32    | MED   | Jonathan Núñez  | 67' |
| 21    | DEL   | Roberto Moreira |     |
| D. T. | D. T. | Hernán Medina   |     |

| 29 | MED | Germán Mejía   | 59' |
| 17 | MED | Jonathan Paz   | 59' |
| 9  | DEL | Jorge Benguché | 77' |
| 13 | DEL | Brayan Moya    | 77' |
| 14 | MED | Boniek García  | 82' |

| 11 | DEL | Ángel Tejeda       | 56' |
| 10 | DEL | Mauro Ortiz        | 56' |
| 4  | MED | Carlos Mejía       | 67' |
| 9  | DEL | Eddie Hernández    | 67' |
| 16 | MED | Héctor Castellanos | 67' |

| 45+5' · 69' | José García Michaell Chirinos | 1:0 2:0 |

| 42' · 45+1' · 50' | J. Alvarez Y. Arboleda J. García |

| 33' · 35' · 35' · 36' · 39' | M. Santos W. Decas D. Maldonado C. Meléndez I. López |

| Principal  | Nelson Salgado    |
| Asistentes | Christian Ramírez |
|            | José Espinoza     |
| Cuarto     | Oscar Moncada     |
| Quinto     | Rafael García     |

| 1     | POR   | Edrick Menjívar   |     |
| 2     | DEF   | Maylor Núñez      |     |
| 4     | DEF   | José García       |     |
| 6     | DEF   | Brayan Beckeles   |     |
| 31    | DEF   | Carlos Sánchez    |     |
| 21    | MED   | José Mario Pinto  | 77' |
| 23    | MED   | Jorge Álvarez     | 59' |
| 32    | MED   | Carlos Pineda     | 82' |
| 19    | MED   | Yustin Arboleda   | 77' |
| 27    | MED   | Jerry Bengtson    | 59' |
| 33    | DEL   | Michaell Chirinos |     |
| D. T. | D. T. | Pedro Troglio     |     |

| 25    | POR   | Marlon Licona   |     |
| 2     | DEF   | Denil Maldonado |     |
| 3     | DEF   | Carlos Meléndez |     |
| 17    | DEF   | Wesly Decas     |     |
| 12    | DEF   | Marcelo Santos  |     |
| 18    | MED   | Diego Rodríguez | 67' |
| 7     | MED   | Iván López      | 56' |
| 8     | MED   | Walter Martínez | 67' |
| 23    | MED   | Juan Delgado    | 56' |
| 32    | MED   | Jonathan Núñez  | 67' |
| 21    | DEL   | Roberto Moreira |     |
| D. T. | D. T. | Hernán Medina   |     |

| 29 | MED | Germán Mejía   | 59' |
| 17 | MED | Jonathan Paz   | 59' |
| 9  | DEL | Jorge Benguché | 77' |
| 13 | DEL | Brayan Moya    | 77' |
| 14 | MED | Boniek García  | 82' |

| 11 | DEL | Ángel Tejeda       | 56' |
| 10 | DEL | Mauro Ortiz        | 56' |
| 4  | MED | Carlos Mejía       | 67' |
| 9  | DEL | Eddie Hernández    | 67' |
| 16 | MED | Héctor Castellanos | 67' |

| 45+5' · 69' | José García Michaell Chirinos | 1:0 2:0 |

| 42' · 45+1' · 50' | J. Alvarez Y. Arboleda J. García |

| 33' · 35' · 35' · 36' · 39' | M. Santos W. Decas D. Maldonado C. Meléndez I. López |

| Principal  | Nelson Salgado    |
| Asistentes | Christian Ramírez |
|            | José Espinoza     |
| Cuarto     | Oscar Moncada     |
| Quinto     | Rafael García     |

| 1     | POR   | Edrick Menjívar   |     |
| 2     | DEF   | Maylor Núñez      |     |
| 4     | DEF   | José García       |     |
| 6     | DEF   | Brayan Beckeles   |     |
| 31    | DEF   | Carlos Sánchez    |     |
| 21    | MED   | José Mario Pinto  | 77' |
| 23    | MED   | Jorge Álvarez     | 59' |
| 32    | MED   | Carlos Pineda     | 82' |
| 19    | MED   | Yustin Arboleda   | 77' |
| 27    | MED   | Jerry Bengtson    | 59' |
| 33    | DEL   | Michaell Chirinos |     |
| D. T. | D. T. | Pedro Troglio     |     |

| 25    | POR   | Marlon Licona   |     |
| 2     | DEF   | Denil Maldonado |     |
| 3     | DEF   | Carlos Meléndez |     |
| 17    | DEF   | Wesly Decas     |     |
| 12    | DEF   | Marcelo Santos  |     |
| 18    | MED   | Diego Rodríguez | 67' |
| 7     | MED   | Iván López      | 56' |
| 8     | MED   | Walter Martínez | 67' |
| 23    | MED   | Juan Delgado    | 56' |
| 32    | MED   | Jonathan Núñez  | 67' |
| 21    | DEL   | Roberto Moreira |     |
| D. T. | D. T. | Hernán Medina   |     |

| 29 | MED | Germán Mejía   | 59' |
| 17 | MED | Jonathan Paz   | 59' |
| 9  | DEL | Jorge Benguché | 77' |
| 13 | DEL | Brayan Moya    | 77' |
| 14 | MED | Boniek García  | 82' |

| 11 | DEL | Ángel Tejeda       | 56' |
| 10 | DEL | Mauro Ortiz        | 56' |
| 4  | MED | Carlos Mejía       | 67' |
| 9  | DEL | Eddie Hernández    | 67' |
| 16 | MED | Héctor Castellanos | 67' |

| 45+5' · 69' | José García Michaell Chirinos | 1:0 2:0 |

| 42' · 45+1' · 50' | J. Alvarez Y. Arboleda J. García |

| 33' · 35' · 35' · 36' · 39' | M. Santos W. Decas D. Maldonado C. Meléndez I. López |

| Principal  | Nelson Salgado    |
| Asistentes | Christian Ramírez |
|            | José Espinoza     |
| Cuarto     | Oscar Moncada     |
| Quinto     | Rafael García     |

|                             |
| Campeón Olimpia 35.° título |

## Torneo Clausura
| Jornada 1          | Jornada 1 | Jornada 1         | Jornada 1         | Jornada 1   | Jornada 1 | Jornada 1 | Jornada 1 | Jornada 1 | Jornada 1 |
| Local              | Resultado | Visitante         | Estadio           | Fecha       | Hora      | TV        |           |           |           |
| ------------------ | --------- | ----------------- | ----------------- | ----------- | --------- | --------- | --------- | --------- | --------- |
| UPNFM              | 2 - 1     | Motagua           | Emilio Williams   | 21 de enero | 16:00     |           |           |           |           |
| Real España        | 4 - 0     | Victoria          | Francisco Morazán | 21 de enero | 18:00     |           |           |           |           |
| Olancho            | 2 - 2     | Marathón          | Juan Ramón Brevé  | 21 de enero | 19:00     |           |           |           |           |
| Vida               | 1 - 2     | Honduras Progreso | Ceibeño           | 21 de enero | 19:30     |           |           |           |           |
| Olimpia            | 5 - 0     | Real Sociedad     | Carlos Miranda    | 22 de enero | 16:00     |           |           |           |           |
| Total de goles: 19 |           |                   |                   |             |           |           |           |           |           |

| Jornada 2         | Jornada 2 | Jornada 2   | Jornada 2           | Jornada 2   | Jornada 2 | Jornada 2 | Jornada 2 | Jornada 2 | Jornada 2 |
| Local             | Resultado | Visitante   | Estadio             | Fecha       | Hora      | TV        |           |           |           |
| ----------------- | --------- | ----------- | ------------------- | ----------- | --------- | --------- | --------- | --------- | --------- |
| Real Sociedad     | 1 - 1     | UPNFM       | Francisco Martinez  | 25 de enero | 14:00     |           |           |           |           |
| Marathón          | 0 - 2     | Vida        | Olímpico            | 25 de enero | 19:00     |           |           |           |           |
| Motagua           | 1 - 0     | Real España | Carlos Miranda      | 25 de enero | 19:15     |           |           |           |           |
| Honduras Progreso | 0 - 1     | Olimpia     | Humberto Micheletti | 25 de enero | 19:15     |           |           |           |           |
| Victoria          | 1 - 0     | Olancho     | Ceibeño             | 25 de enero | 19:30     |           |           |           |           |
| Total de goles: 7 |           |             |                     |             |           |           |           |           |           |

| Jornada 3          | Jornada 3 | Jornada 3   | Jornada 3           | Jornada 3   | Jornada 3 | Jornada 3 | Jornada 3 | Jornada 3 | Jornada 3 |
| Local              | Resultado | Visitante   | Estadio             | Fecha       | Hora      | TV        |           |           |           |
| ------------------ | --------- | ----------- | ------------------- | ----------- | --------- | --------- | --------- | --------- | --------- |
| Olancho            | 3 - 1     | Vida        | Juan Ramón Brevé    | 28 de enero | 19:00     |           |           |           |           |
| Olimpia            | 0 - 0     | Marathón    | Carlos Miranda      | 28 de enero | 19:00     |           |           |           |           |
| Honduras Progreso  | 0 - 2     | UPNFM       | Humberto Micheletti | 28 de enero | 19:15     |           |           |           |           |
| Victoria           | 2 - 2     | Motagua     | San Jorge           | 28 de enero | 19:30     |           |           |           |           |
| Real Sociedad      | 1 - 3     | Real España | Francisco Martinez  | 29 de enero | 15:00     |           |           |           |           |
| Total de goles: 14 |           |             |                     |             |           |           |           |           |           |

| Jornada 4          | Jornada 4 | Jornada 4         | Jornada 4          | Jornada 4    | Jornada 4 | Jornada 4 | Jornada 4 | Jornada 4 | Jornada 4 |
| Local              | Resultado | Visitante         | Estadio            | Fecha        | Hora      | TV        |           |           |           |
| ------------------ | --------- | ----------------- | ------------------ | ------------ | --------- | --------- | --------- | --------- | --------- |
| Real Sociedad      | 3 - 2     | Honduras Progreso | Francisco Martinez | 1 de febrero | 15:30     |           |           |           |           |
| UPNFM              | 1 - 0     | Victoria          | Emilio Williams    | 1 de febrero | 17:00     |           |           |           |           |
| Motagua            | 0 - 1     | Olancho           | Carlos Miranda     | 1 de febrero | 19:00     |           |           |           |           |
| Vida               | 0 - 2     | Olimpia           | Ceibeño            | 1 de febrero | 19:30     |           |           |           |           |
| Marathón           | 2 - 1     | Real España       | Olímpico           | 2 de febrero | 19:30     |           |           |           |           |
| Total de goles: 12 |           |                   |                    |              |           |           |           |           |           |

| Jornada 5          | Jornada 5 | Jornada 5     | Jornada 5           | Jornada 5    | Jornada 5 | Jornada 5 | Jornada 5 | Jornada 5 | Jornada 5 |
| Local              | Resultado | Visitante     | Estadio             | Fecha        | Hora      | TV        |           |           |           |
| ------------------ | --------- | ------------- | ------------------- | ------------ | --------- | --------- | --------- | --------- | --------- |
| Vida               | 2 - 1     | Real Sociedad | San Jorge           | 4 de febrero | 19:00     |           |           |           |           |
| Olimpia            | 3 - 1     | Motagua       | Olímpico            | 4 de febrero | 19:00     |           |           |           |           |
| Olancho            | 4 - 1     | UPNFM         | Rúben Guifarro      | 5 de febrero | 15:00     |           |           |           |           |
| Honduras Progreso  | 1 - 3     | Real España   | Humberto Micheletti | 5 de febrero | 15:30     |           |           |           |           |
| Marathón           | 1 - 0     | Victoria      | Yankel Rosenthal    | 5 de febrero | 15:30     |           |           |           |           |
| Total de goles: 17 |           |               |                     |              |           |           |           |           |           |

| Jornada 6          | Jornada 6 | Jornada 6         | Jornada 6       | Jornada 6     | Jornada 6 | Jornada 6 | Jornada 6 | Jornada 6 | Jornada 6 |
| Local              | Resultado | Visitante         | Estadio         | Fecha         | Hora      | TV        |           |           |           |
| ------------------ | --------- | ----------------- | --------------- | ------------- | --------- | --------- | --------- | --------- | --------- |
| Motagua            | 2 - 1     | Vida              | Carlos Miranda  | 11 de febrero | 16:00     |           |           |           |           |
| UPNFM              | 2 - 1     | Marathón          | Emilio Williams | 11 de febrero | 17:00     |           |           |           |           |
| Real España        | 0 - 1     | Olimpia           | Olímpico        | 11 de febrero | 17:00     |           |           |           |           |
| Victoria           | 2 - 1     | Real Sociedad     | Ceibeño         | 11 de febrero | 19:30     |           |           |           |           |
| Olancho            | 2 - 0     | Honduras Progreso | Rúben Guifarro  | 12 de febrero | 15:00     |           |           |           |           |
| Total de goles: 12 |           |                   |                 |               |           |           |           |           |           |

| Jornada 7         | Jornada 7 | Jornada 7         | Jornada 7          | Jornada 7     | Jornada 7 | Jornada 7 | Jornada 7 | Jornada 7 | Jornada 7 |
| Local             | Resultado | Visitante         | Estadio            | Fecha         | Hora      | TV        |           |           |           |
| ----------------- | --------- | ----------------- | ------------------ | ------------- | --------- | --------- | --------- | --------- | --------- |
| Real Sociedad     | 0 - 0     | Motagua           | Francisco Martinez | 15 de febrero | 18:00     |           |           |           |           |
| UPNFM             | 1 - 1     | Real España       | Emilio Williams    | 15 de febrero | 18:00     |           |           |           |           |
| Olimpia           | 1 - 1     | Olancho           | Carlos Miranda     | 15 de febrero | 19:00     |           |           |           |           |
| Victoria          | 0 - 0     | Vida              | Ceibeño            | 15 de febrero | 19:30     |           |           |           |           |
| Marathón          | 1 - 0     | Honduras Progreso | Yankel Rosenthal   | 16 de febrero | 15:30     |           |           |           |           |
| Total de goles: 5 |           |                   |                    |               |           |           |           |           |           |

| Jornada 8          | Jornada 8 | Jornada 8     | Jornada 8           | Jornada 8     | Jornada 8 | Jornada 8 | Jornada 8 | Jornada 8 | Jornada 8 |
| Local              | Resultado | Visitante     | Estadio             | Fecha         | Hora      | TV        |           |           |           |
| ------------------ | --------- | ------------- | ------------------- | ------------- | --------- | --------- | --------- | --------- | --------- |
| Vida               | 2 - 2     | Real España   | San Jorge           | 18 de febrero | 19:00     |           |           |           |           |
| Olimpia            | 4 - 1     | UPNFM         | Francisco Morazán   | 18 de febrero | 19:00     |           |           |           |           |
| Olancho            | 2 - 2     | Real Sociedad | Juan Ramón Brevé    | 19 de febrero | 15:00     |           |           |           |           |
| Marathón           | 1 - 1     | Motagua       | Yankel Rosenthal    | 19 de febrero | 15:30     |           |           |           |           |
| Honduras Progreso  | 1 - 1     | Victoria      | Humberto Micheletti | 19 de febrero | 18:00     |           |           |           |           |
| Total de goles: 17 |           |               |                     |               |           |           |           |           |           |

| Jornada 9          | Jornada 9 | Jornada 9         | Jornada 9          | Jornada 9     | Jornada 9 | Jornada 9 | Jornada 9 | Jornada 9 | Jornada 9 |
| Local              | Resultado | Visitante         | Estadio            | Fecha         | Hora      | TV        |           |           |           |
| ------------------ | --------- | ----------------- | ------------------ | ------------- | --------- | --------- | --------- | --------- | --------- |
| UPNFM              | 3 - 0     | Vida              | Emilio Williams    | 25 de febrero | 17:00     |           |           |           |           |
| Real España        | 1 - 1     | Olancho           | Francisco Morazán  | 25 de febrero | 19:00     |           |           |           |           |
| Motagua            | 1 - 1     | Honduras Progreso | Emilio Williams    | 25 de febrero | 19:30     |           |           |           |           |
| Real Sociedad      | 1 - 1     | Marathón          | Francisco Martinez | 26 de febrero | 15:00     |           |           |           |           |
| Victoria           | 0 - 2     | Olimpia           | Ceibeño            | 26 de febrero | 15:30     |           |           |           |           |
| Total de goles: 11 |           |                   |                    |               |           |           |           |           |           |

| Jornada 10         | Jornada 10 | Jornada 10  | Jornada 10          | Jornada 10 | Jornada 10 | Jornada 10 | Jornada 10 | Jornada 10 | Jornada 10 |
| Local              | Resultado  | Visitante   | Estadio             | Fecha      | Hora       | TV         |            |            |            |
| ------------------ | ---------- | ----------- | ------------------- | ---------- | ---------- | ---------- | ---------- | ---------- | ---------- |
| Marathón           | 0 - 2      | Olancho     | Yankel Rosenthal    | 1 de marzo | 15:30      |            |            |            |            |
| Real Sociedad      | 0 - 2      | Olimpia     | Francisco Martinez  | 1 de marzo | 18:00      |            |            |            |            |
| Motagua            | 4 - 3      | UPNFM       | Carlos Miranda      | 1 de marzo | 19:00      |            |            |            |            |
| Honduras Progreso  | 1 - 3      | Vida        | Humberto Micheletti | 1 de marzo | 19:15      |            |            |            |            |
| Victoria           | 1 - 3      | Real España | Ceibeño             | 1 de marzo | 19:30      |            |            |            |            |
| Total de goles: 19 |            |             |                     |            |            |            |            |            |            |

| Jornada 11         | Jornada 11 | Jornada 11        | Jornada 11       | Jornada 11 | Jornada 11 | Jornada 11 | Jornada 11 | Jornada 11 | Jornada 11 |
| Local              | Resultado  | Visitante         | Estadio          | Fecha      | Hora       | TV         |            |            |            |
| ------------------ | ---------- | ----------------- | ---------------- | ---------- | ---------- | ---------- | ---------- | ---------- | ---------- |
| Real España        | 0 - 3      | Motagua           | Olímpico         | 4 de marzo | 18:00      |            |            |            |            |
| Olimpia            | 0 - 0      | Honduras Progreso | Carlos Miranda   | 4 de marzo | 19:00      |            |            |            |            |
| Vida               | 0 - 0      | Marathón          | San Jorge        | 4 de marzo | 19:30      |            |            |            |            |
| Olancho            | 4 - 1      | Victoria          | Juan Ramón Brevé | 5 de marzo | 15:00      |            |            |            |            |
| UPNFM              | 1 - 1      | Real Sociedad     | Emilio Williams  | 5 de marzo | 17:00      |            |            |            |            |
| Total de goles: 10 |            |                   |                  |            |            |            |            |            |            |

| Jornada 12         | Jornada 12 | Jornada 12        | Jornada 12        | Jornada 12  | Jornada 12 | Jornada 12 | Jornada 12 | Jornada 12 | Jornada 12 |
| Local              | Resultado  | Visitante         | Estadio           | Fecha       | Hora       | TV         |            |            |            |
| ------------------ | ---------- | ----------------- | ----------------- | ----------- | ---------- | ---------- | ---------- | ---------- | ---------- |
| UPNFM              | 4 - 2      | Honduras Progreso | Emilio Williams   | 11 de marzo | 17:00      |            |            |            |            |
| Marathón           | 2 - 0      | Olimpia           | Olímpico          | 11 de marzo | 19:00      |            |            |            |            |
| Vida               | 1 - 1      | Olancho           | San Jorge         | 11 de marzo | 19:30      |            |            |            |            |
| Motagua            | 3 - 1      | Victoria          | Carlos Miranda    | 12 de marzo | 16:00      |            |            |            |            |
| Real España        | 1 - 0      | Real Sociedad     | Francisco Morazán | 12 de abril | 19:30      |            |            |            |            |
| Total de goles: 15 |            |                   |                   |             |            |            |            |            |            |

| Jornada 13         | Jornada 13 | Jornada 13    | Jornada 13          | Jornada 13  | Jornada 13 | Jornada 13 | Jornada 13 | Jornada 13 | Jornada 13 |
| Local              | Resultado  | Visitante     | Estadio             | Fecha       | Hora       | TV         |            |            |            |
| ------------------ | ---------- | ------------- | ------------------- | ----------- | ---------- | ---------- | ---------- | ---------- | ---------- |
| Honduras Progreso  | 2 - 2      | Real Sociedad | Humberto Micheletti | 18 de marzo | 19:15      |            |            |            |            |
| Victoria           | 2 - 0      | UPNFM         | Ceibeño             | 18 de marzo | 19:30      |            |            |            |            |
| Olancho            | 1 - 0      | Motagua       | Juan Ramón Brevé    | 19 de marzo | 16:00      |            |            |            |            |
| Olimpia            | 4 - 1      | Vida          | Carlos Miranda      | 19 de marzo | 16:00      |            |            |            |            |
| Real España        | 0 - 1      | Marathón      | Francisco Morazán   | 19 de marzo | 18:00      |            |            |            |            |
| Total de goles: 13 |            |               |                     |             |            |            |            |            |            |

| Jornada 14         | Jornada 14 | Jornada 14        | Jornada 14         | Jornada 14 | Jornada 14 | Jornada 14 | Jornada 14 | Jornada 14 | Jornada 14 |
| Local              | Resultado  | Visitante         | Estadio            | Fecha      | Hora       | TV         |            |            |            |
| ------------------ | ---------- | ----------------- | ------------------ | ---------- | ---------- | ---------- | ---------- | ---------- | ---------- |
| UPNFM              | 1 - 0      | Olancho           | Emilio Williams    | 1 de abril | 17:00      |            |            |            |            |
| Motagua            | 1 - 3      | Olimpia           | Carlos Miranda     | 1 de abril | 19:00      |            |            |            |            |
| Victoria           | 0 - 1      | Marathón          | Ceibeño            | 1 de abril | 19:30      |            |            |            |            |
| Real Sociedad      | 1 - 0      | Vida              | Francisco Martinez | 2 de abril | 15:00      |            |            |            |            |
| Real España        | 3 - 0      | Honduras Progreso | Francisco Morazán  | 2 de abril | 18:00      |            |            |            |            |
| Total de goles: 10 |            |                   |                    |            |            |            |            |            |            |

| Jornada 15         | Jornada 15 | Jornada 15  | Jornada 15          | Jornada 15 | Jornada 15 | Jornada 15 | Jornada 15 | Jornada 15 | Jornada 15 |
| Local              | Resultado  | Visitante   | Estadio             | Fecha      | Hora       | TV         |            |            |            |
| ------------------ | ---------- | ----------- | ------------------- | ---------- | ---------- | ---------- | ---------- | ---------- | ---------- |
| Honduras Progreso  | 1 - 1      | Olancho     | Humberto Micheletti | 6 de abril | 15:00      |            |            |            |            |
| Marathón           | 1 - 1      | UPNFM       | Yankel Rosenthal    | 6 de abril | 15:45      |            |            |            |            |
| Olimpia            | 1 - 1      | Real España | Carlos Miranda      | 8 de abril | 18:00      |            |            |            |            |
| Vida               | 0 - 1      | Motagua     | Ceibeño             | 8 de abril | 19:30      |            |            |            |            |
| Real Sociedad      | 3 - 0      | Victoria    | Francisco Martínez  | 9 de abril | 15:30      |            |            |            |            |
| Total de goles: 10 |            |             |                     |            |            |            |            |            |            |

| Jornada 16         | Jornada 16 | Jornada 16    | Jornada 16          | Jornada 16  | Jornada 16 | Jornada 16 | Jornada 16 | Jornada 16 | Jornada 16 |
| Local              | Resultado  | Visitante     | Estadio             | Fecha       | Hora       | TV         |            |            |            |
| ------------------ | ---------- | ------------- | ------------------- | ----------- | ---------- | ---------- | ---------- | ---------- | ---------- |
| Honduras Progreso  | 2 - 1      | Marathón      | Humberto Micheletti | 15 de abril | 15:00      |            |            |            |            |
| Vida               | 3 - 1      | Victoria      | Ceibeño             | 15 de abril | 19:30      |            |            |            |            |
| Olancho            | 1 - 1      | Olimpia       | Juan Ramón Brevé    | 16 de abril | 16:00      |            |            |            |            |
| Motagua            | 2 - 2      | Real Sociedad | Carlos Miranda      | 16 de abril | 16:00      |            |            |            |            |
| Real España        | 3 - 1      | UPNFM         | Francisco Morazán   | 16 de abril | 18:00      |            |            |            |            |
| Total de goles: 17 |            |               |                     |             |            |            |            |            |            |

| Jornada 17         | Jornada 17 | Jornada 17        | Jornada 17         | Jornada 17  | Jornada 17 | Jornada 17 | Jornada 17 | Jornada 17 | Jornada 17 |
| Local              | Resultado  | Visitante         | Estadio            | Fecha       | Hora       | TV         |            |            |            |
| ------------------ | ---------- | ----------------- | ------------------ | ----------- | ---------- | ---------- | ---------- | ---------- | ---------- |
| Victoria           | 2 - 2      | Honduras Progreso | Ceibeño            | 23 de abril | 15:00      |            |            |            |            |
| Real Sociedad      | 0 - 2      | Olancho           | Francisco Martínez | 23 de abril | 15:30      |            |            |            |            |
| Motagua            | 2 - 2      | Marathón          | Carlos Miranda     | 23 de abril | 16:00      |            |            |            |            |
| UPNFM              | 1 - 2      | Olimpia           | Emilio Williams    | 23 de abril | 17:00      |            |            |            |            |
| Real España        | 3 - 2      | Vida              | Olímpico           | 23 de abril | 18:00      |            |            |            |            |
| Total de goles: 18 |            |                   |                    |             |            |            |            |            |            |

| Jornada 18         | Jornada 18 | Jornada 18    | Jornada 18          | Jornada 18  | Jornada 18 | Jornada 18 | Jornada 18 | Jornada 18 | Jornada 18 |
| Local              | Resultado  | Visitante     | Estadio             | Fecha       | Hora       | TV         |            |            |            |
| ------------------ | ---------- | ------------- | ------------------- | ----------- | ---------- | ---------- | ---------- | ---------- | ---------- |
| Honduras Progreso  | 1 - 1      | Motagua       | Humberto Micheletti | 29 de abril | 15:30      |            |            |            |            |
| Marathón           | 1 - 0      | Real Sociedad | Yankel Rosenthal    | 29 de abril | 15:30      |            |            |            |            |
| Olancho            | 0 - 0      | Real España   | Juan Ramón Brevé    | 29 de abril | 15:30      |            |            |            |            |
| Olimpia            | 6 - 0      | Victoria      | Carlos Miranda      | 29 de abril | 15:30      |            |            |            |            |
| Vida               | 2 - 1      | UPNFM         | Ceibeño             | 29 de abril | 15:30      |            |            |            |            |
| Total de goles: 12 |            |               |                     |             |            |            |            |            |            |

### Clasificación
| Pos. | Equipo        | Pts. | PJ | G  | E | P  | GF | GC | Dif. |  |
| ---- | ------------- | ---- | -- | -- | - | -- | -- | -- | ---- |  |
| 1    | Olimpia       | 41   | 18 | 12 | 5 | 1  | 38 | 10 | +28  |  |
| 2    | Olancho       | 32   | 18 | 8  | 8 | 2  | 28 | 14 | +14  |  |
| 3    | Real España   | 29   | 18 | 8  | 5 | 5  | 29 | 19 | +10  |  |
| 4    | Marathón      | 28   | 18 | 7  | 7 | 4  | 18 | 16 | +2   |  |
| 5    | Motagua       | 25   | 18 | 6  | 7 | 5  | 26 | 24 | +2   |  |
| 6    | UPNFM         | 25   | 18 | 7  | 4 | 7  | 27 | 29 | −2   |  |
| 7    | Vida          | 19   | 18 | 5  | 4 | 9  | 21 | 28 | −7   |  |
| 8    | Real Sociedad | 16   | 18 | 3  | 7 | 8  | 19 | 29 | −10  |  |
| 9    | Honduras P    | 13   | 18 | 2  | 7 | 9  | 18 | 32 | −14  |  |
| 10   | Victoria      | 13   | 18 | 3  | 4 | 11 | 14 | 37 | −23  |  |

Actualizado a los partidos jugados el 29 de abril de 2023.
 Fuente: Liga Betcris
|  | Clasifica a semifinales. |
|  | Clasifica a repechaje.   |
|  | Último lugar.            |

### Fase final
|  | Repechaje                              | Repechaje                              | Repechaje                              | Repechaje                              | Repechaje                              |   |    | Semifinales                          | Semifinales                          | Semifinales                          | Semifinales                          | Semifinales                          |   |  | Final                    | Final                    | Final                    | Final                    | Final                    |  |
|  | 3 y 4 de mayo (ida) 7 de mayo (vuelta) | 3 y 4 de mayo (ida) 7 de mayo (vuelta) | 3 y 4 de mayo (ida) 7 de mayo (vuelta) | 3 y 4 de mayo (ida) 7 de mayo (vuelta) | 3 y 4 de mayo (ida) 7 de mayo (vuelta) |   |    | 10 de mayo (ida) 13 de mayo (vuelta) | 10 de mayo (ida) 13 de mayo (vuelta) | 10 de mayo (ida) 13 de mayo (vuelta) | 10 de mayo (ida) 13 de mayo (vuelta) | 10 de mayo (ida) 13 de mayo (vuelta) |   |  | mayo (ida) mayo (vuelta) | mayo (ida) mayo (vuelta) | mayo (ida) mayo (vuelta) | mayo (ida) mayo (vuelta) | mayo (ida) mayo (vuelta) |  |
|  |                                        |                                        |                                        |                                        |                                        |   |    |                                      |                                      |                                      |                                      |                                      |   |  |                          |                          |                          |                          |                          |  |
|  |                                        |                                        |                                        |                                        |                                        |   |    |                                      |                                      |                                      |                                      |                                      |   |  |                          |                          |                          |                          |                          |  |
|  | 4°                                     | Marathón                               | 2                                      | 0                                      | 2                                      |   |    |                                      |                                      |                                      |                                      |                                      |   |  |                          |                          |                          |                          |                          |  |
|  | 4°                                     | Marathón                               | 2                                      | 0                                      | 2                                      |   |    |                                      |                                      |                                      |                                      |                                      |   |  |                          |                          |                          |                          |                          |  |
|  | 5°                                     | Motagua                                | 1                                      | 0                                      | 1                                      |   |    |                                      |                                      |                                      |                                      |                                      |   |  |                          |                          |                          |                          |                          |  |
|  | 5°                                     | Motagua                                | 1                                      | 0                                      | 1                                      |   | 1° | Olimpia                              | 1                                    | 1                                    | 2*                                   |                                      |   |  |                          |                          |                          |                          |                          |  |
|  |                                        |                                        |                                        |                                        |                                        |   | 1° | Olimpia                              | 1                                    | 1                                    | 2*                                   |                                      |   |  |                          |                          |                          |                          |                          |  |
|  |                                        |                                        | 4°                                     | Marathón                               | 1                                      | 1 | 2  |                                      |                                      |                                      |                                      |                                      |   |  |                          |                          |                          |                          |                          |  |
|  |                                        |                                        | 4°                                     | Marathón                               | 1                                      | 1 | 2  |                                      |                                      |                                      |                                      |                                      |   |  |                          |                          |                          |                          |                          |  |
|  |                                        |                                        |                                        |                                        |                                        |   |    |                                      |                                      |                                      |                                      |                                      |   |  |                          |                          |                          |                          |                          |  |
|  |                                        |                                        |                                        |                                        |                                        |   |    |                                      |                                      |                                      |                                      |                                      |   |  |                          |                          |                          |                          |                          |  |
|  |                                        |                                        |                                        |                                        |                                        |   |    |                                      | 1°                                   | Olimpia                              | 2                                    | 3                                    | 5 |  |                          |                          |                          |                          |                          |  |
|  |                                        |                                        |                                        |                                        |                                        |   |    |                                      |                                      |                                      |                                      |                                      | 5 |  |                          |                          |                          |                          |                          |  |
|  |                                        |                                        | 2°                                     | Olancho                                | 2                                      | 2 | 4  |                                      |                                      |                                      |                                      |                                      |   |  |                          |                          |                          |                          |                          |  |
|  | 3°                                     | Real España                            | 2°                                     | Olancho                                | 2                                      | 2 | 4  | 0                                    | 2                                    | 2                                    |                                      |                                      |   |  |                          |                          |                          |                          |                          |  |
|  | 3°                                     | Real España                            |                                        |                                        |                                        |   |    |                                      |                                      | 2                                    |                                      |                                      |   |  |                          |                          |                          |                          |                          |  |
|  | 6°                                     | UPNFM                                  | 0                                      | 0                                      | 0                                      |   |    |                                      |                                      |                                      |                                      |                                      |   |  |                          |                          |                          |                          |                          |  |
|  | 6°                                     | UPNFM                                  | 0                                      | 0                                      | 0                                      |   | 2° | Olancho                              | 2                                    | 2                                    | 4                                    |                                      |   |  |                          |                          |                          |                          |                          |  |
|  |                                        |                                        |                                        |                                        |                                        |   | 2° | Olancho                              | 2                                    | 2                                    | 4                                    |                                      |   |  |                          |                          |                          |                          |                          |  |
|  |                                        |                                        | 3°                                     | Real España                            | 0                                      | 0 | 0  |                                      |                                      |                                      |                                      |                                      |   |  |                          |                          |                          |                          |                          |  |
|  |                                        |                                        | 3°                                     | Real España                            | 0                                      | 0 | 0  |                                      |                                      |                                      |                                      |                                      |   |  |                          |                          |                          |                          |                          |  |
|  |                                        |                                        |                                        |                                        |                                        |   |    |                                      |                                      |                                      |                                      |                                      |   |  |                          |                          |                          |                          |                          |  |
|  |                                        |                                        |                                        |                                        |                                        |   |    |                                      |                                      |                                      |                                      |                                      |   |  |                          |                          |                          |                          |                          |  |
|  |                                        |                                        |                                        |                                        |                                        |   |    |                                      |                                      |                                      |                                      |                                      |   |  |                          |                          |                          |                          |                          |  |
|  |                                        |                                        |                                        |                                        |                                        |   |    |                                      |                                      |                                      |                                      |                                      |   |  |                          |                          |                          |                          |                          |  |

(*) Avanza por mejor posición en la Tabla General.

### Repechajes
| 3 de mayo de 2023, 18:00 | Motagua       | 1:2 (0:0) | Marathón               | Estadio Carlos Miranda, Comayagua. |                        |
|                          | Obregón 90+7' | Reporte   | Vega 55' · Ramírez 79' | Árbitro(s): Luis Mejía             | Árbitro(s): Luis Mejía |

| 7 de mayo de 2023, 15:30 | Marathón | 0:0 (Global 2:1) | Motagua | Estadio Yankel Rosenthal, San Pedro Sula. |                              |
|                          |          | Reporte          |         | Árbitro(s): Melvin Matamoros              | Árbitro(s): Melvin Matamoros |

| 4 de mayo de 2023,18:00 | UPNFM | 0:0     | Real España | Estadio Emilio Williams, Choluteca. |                          |
|                         |       | Reporte |             | Árbitro(s): Marvin Ortíz            | Árbitro(s): Marvin Ortíz |

| 7 de mayo de 2023, 18:00 | Real España               | 2:0 (1:0) (Global 2:0) | UPNFM | Estadio Olímpico Metropolitano, San Pedro Sula. |                         |
|                          | Rocca 20' · D. García 80' | Reporte                |       | Árbitro(s): Raúl Castro                         | Árbitro(s): Raúl Castro |

### Semifinales
| 10 de mayo de 2023, 15:45 | Marathón | 1:1 (1:1) | Olimpia      | Estadio Yankel Rosenthal, San Pedro Sula. |                              |
|                           | Vega 42' | Reporte   | 40' Bengtson | Árbitro(s): Héctor Rodríguez              | Árbitro(s): Héctor Rodríguez |

| 13 de mayo de 2023, 18:00                                             | Olimpia      | 1:1 (1:0) (Global 2:2) | Marathón | Estadio Carlos Miranda, Comayagua. |                            |
|                                                                       | Bengtson 17' | Reporte                | Peña 66' | Árbitro(s): Nelson Salgado         | Árbitro(s): Nelson Salgado |
| Olimpia clasifica a la final por mejor ubicación en la tabla general. |              |                        |          |                                    |                            |

| 10 de mayo de 2023, 20:00 | Real España | 0:2 (0:1) | Olancho                  | Estadio Olímpico Metropolitano, San Pedro Sula. |                           |
|                           |             | Reporte   | 26' Andino · 90+2' Cálix | Árbitro(s): Said Martínez                       | Árbitro(s): Said Martínez |

| 13 de mayo de 2023, 16:00 | Olancho         | 2:0 (0:0) (Global 4:0) | Real España | Estadio Juan Ramón Brevé, Juticalpa. |                          |
|                           | Andino 62', 72' | Reporte                |             | Árbitro(s): Selvin Brown             | Árbitro(s): Selvin Brown |

### Final
| 21 de mayo de 2023, 15:00 | Olancho                    | 2:2 (1:0) | Olimpia                    | Estadio Juan Ramón Brevé, Juticalpa. |                            |
|                           | Elvir 39' · Auzmendi 90+6' | Reporte   | 49' Bengtson · 77' Álvarez | Árbitro(s): Nelson Salgado           | Árbitro(s): Nelson Salgado |

| 28 de mayo de 2023, 17:00 | Olimpia                               | 3:2 (0:1) (Global 5:4) | Olancho                  | Estadio Chelato Uclés, Tegucigalpa. |                           |
|                           | Y. Arboleda 64', 83' · K. López 90+1' | Reporte                | 43' Auzmendi · 87' Gómez | Árbitro(s): Said Martínez           | Árbitro(s): Said Martínez |

### Final Ida
| 1     | POR   | Harold Fonseca       |     |
| 2     | DEF   | Óscar Almendárez     |     |
| 3     | DEF   | Santiago Molina      | 31' |
| 24    | DEF   | Omar Elvir           |     |
| 25    | DEF   | David Mendoza        | 74' |
| 33    | DEF   | Nelson Muñoz         |     |
| 8     | MED   | Henry Gómez          |     |
| 16    | MED   | Cristian Cálix       | 67' |
| 41    | MED   | Christian Altamirano | 83' |
| 15    | DEL   | Erick Andino         | 82' |
| 29    | DEL   | Agustín Auzmendi     |     |
| D. T. | D. T. | Humberto Rivera      |     |

| 1     | POR   | Edrick Menjívar  |     |
| 2     | DEF   | Maylor Núñez     |     |
| 4     | DEF   | José García      | 48' |
| 6     | DEF   | Brayan Beckeles  |     |
| 31    | DEF   | Carlos Sánchez   |     |
| 32    | MED   | Carlos Pineda    |     |
| 23    | MED   | Jorge Álvarez    | 85' |
| 8     | MED   | Edwin Rodríguez  | 65' |
| 34    | MED   | Kevin López      | 65' |
| 21    | MED   | José Mario Pinto |     |
| 27    | DEL   | Jerry Bengtson   | 65' |
| D. T. | D. T. | Pedro Troglio    |     |

| 4  | DEF | Allan Cárcamo      | 31' |
| 7  | MED | Mario Martínez     | 67' |
| 6  | MED | Reinieri Mayorquín | 74' |
| 73 | DEL | Germán Águila      | 82' |
| 20 | DEL | Frelys López       | 83' |

| 17 | DEF | Jonathan Paz   | 48' |
| 9  | DEL | Jorge Benguché | 65' |
| 12 | MED | Gabriel Araújo | 65' |
| 14 | MED | Boniek García  | 65' |
| 29 | MED | Germán Mejía   | 85' |

| 39' · 90+6' | Elvir Auzmendi | 1:0 2:2 |

| 49' · 77' | Bengtson Álvarez | 1:1 1:2 |

| 45+2' · 57' · 90+3' | H. Fonseca D. Mendoza N. Muñoz |

| 38' · 45+3' · 65' · 80' | B. Beckeles E. Rodríguez J. Bengtson J. Paz |

| Principal  | Nelson Salgado    |
| Asistentes | Christian Ramírez |
|            | Luis Paz          |
| Cuarto     | Melvin Matamoros  |
| Quinto     | Rafael García     |

| 1     | POR   | Harold Fonseca       |     |
| 2     | DEF   | Óscar Almendárez     |     |
| 3     | DEF   | Santiago Molina      | 31' |
| 24    | DEF   | Omar Elvir           |     |
| 25    | DEF   | David Mendoza        | 74' |
| 33    | DEF   | Nelson Muñoz         |     |
| 8     | MED   | Henry Gómez          |     |
| 16    | MED   | Cristian Cálix       | 67' |
| 41    | MED   | Christian Altamirano | 83' |
| 15    | DEL   | Erick Andino         | 82' |
| 29    | DEL   | Agustín Auzmendi     |     |
| D. T. | D. T. | Humberto Rivera      |     |

| 1     | POR   | Edrick Menjívar  |     |
| 2     | DEF   | Maylor Núñez     |     |
| 4     | DEF   | José García      | 48' |
| 6     | DEF   | Brayan Beckeles  |     |
| 31    | DEF   | Carlos Sánchez   |     |
| 32    | MED   | Carlos Pineda    |     |
| 23    | MED   | Jorge Álvarez    | 85' |
| 8     | MED   | Edwin Rodríguez  | 65' |
| 34    | MED   | Kevin López      | 65' |
| 21    | MED   | José Mario Pinto |     |
| 27    | DEL   | Jerry Bengtson   | 65' |
| D. T. | D. T. | Pedro Troglio    |     |

| 4  | DEF | Allan Cárcamo      | 31' |
| 7  | MED | Mario Martínez     | 67' |
| 6  | MED | Reinieri Mayorquín | 74' |
| 73 | DEL | Germán Águila      | 82' |
| 20 | DEL | Frelys López       | 83' |

| 17 | DEF | Jonathan Paz   | 48' |
| 9  | DEL | Jorge Benguché | 65' |
| 12 | MED | Gabriel Araújo | 65' |
| 14 | MED | Boniek García  | 65' |
| 29 | MED | Germán Mejía   | 85' |

| 39' · 90+6' | Elvir Auzmendi | 1:0 2:2 |

| 49' · 77' | Bengtson Álvarez | 1:1 1:2 |

| 45+2' · 57' · 90+3' | H. Fonseca D. Mendoza N. Muñoz |

| 38' · 45+3' · 65' · 80' | B. Beckeles E. Rodríguez J. Bengtson J. Paz |

| Principal  | Nelson Salgado    |
| Asistentes | Christian Ramírez |
|            | Luis Paz          |
| Cuarto     | Melvin Matamoros  |
| Quinto     | Rafael García     |

| 1     | POR   | Harold Fonseca       |     |
| 2     | DEF   | Óscar Almendárez     |     |
| 3     | DEF   | Santiago Molina      | 31' |
| 24    | DEF   | Omar Elvir           |     |
| 25    | DEF   | David Mendoza        | 74' |
| 33    | DEF   | Nelson Muñoz         |     |
| 8     | MED   | Henry Gómez          |     |
| 16    | MED   | Cristian Cálix       | 67' |
| 41    | MED   | Christian Altamirano | 83' |
| 15    | DEL   | Erick Andino         | 82' |
| 29    | DEL   | Agustín Auzmendi     |     |
| D. T. | D. T. | Humberto Rivera      |     |

| 1     | POR   | Edrick Menjívar  |     |
| 2     | DEF   | Maylor Núñez     |     |
| 4     | DEF   | José García      | 48' |
| 6     | DEF   | Brayan Beckeles  |     |
| 31    | DEF   | Carlos Sánchez   |     |
| 32    | MED   | Carlos Pineda    |     |
| 23    | MED   | Jorge Álvarez    | 85' |
| 8     | MED   | Edwin Rodríguez  | 65' |
| 34    | MED   | Kevin López      | 65' |
| 21    | MED   | José Mario Pinto |     |
| 27    | DEL   | Jerry Bengtson   | 65' |
| D. T. | D. T. | Pedro Troglio    |     |

| 4  | DEF | Allan Cárcamo      | 31' |
| 7  | MED | Mario Martínez     | 67' |
| 6  | MED | Reinieri Mayorquín | 74' |
| 73 | DEL | Germán Águila      | 82' |
| 20 | DEL | Frelys López       | 83' |

| 17 | DEF | Jonathan Paz   | 48' |
| 9  | DEL | Jorge Benguché | 65' |
| 12 | MED | Gabriel Araújo | 65' |
| 14 | MED | Boniek García  | 65' |
| 29 | MED | Germán Mejía   | 85' |

| 39' · 90+6' | Elvir Auzmendi | 1:0 2:2 |

| 49' · 77' | Bengtson Álvarez | 1:1 1:2 |

| 45+2' · 57' · 90+3' | H. Fonseca D. Mendoza N. Muñoz |

| 38' · 45+3' · 65' · 80' | B. Beckeles E. Rodríguez J. Bengtson J. Paz |

| Principal  | Nelson Salgado    |
| Asistentes | Christian Ramírez |
|            | Luis Paz          |
| Cuarto     | Melvin Matamoros  |
| Quinto     | Rafael García     |

| 1     | POR   | Harold Fonseca       |     |
| 2     | DEF   | Óscar Almendárez     |     |
| 3     | DEF   | Santiago Molina      | 31' |
| 24    | DEF   | Omar Elvir           |     |
| 25    | DEF   | David Mendoza        | 74' |
| 33    | DEF   | Nelson Muñoz         |     |
| 8     | MED   | Henry Gómez          |     |
| 16    | MED   | Cristian Cálix       | 67' |
| 41    | MED   | Christian Altamirano | 83' |
| 15    | DEL   | Erick Andino         | 82' |
| 29    | DEL   | Agustín Auzmendi     |     |
| D. T. | D. T. | Humberto Rivera      |     |

| 1     | POR   | Edrick Menjívar  |     |
| 2     | DEF   | Maylor Núñez     |     |
| 4     | DEF   | José García      | 48' |
| 6     | DEF   | Brayan Beckeles  |     |
| 31    | DEF   | Carlos Sánchez   |     |
| 32    | MED   | Carlos Pineda    |     |
| 23    | MED   | Jorge Álvarez    | 85' |
| 8     | MED   | Edwin Rodríguez  | 65' |
| 34    | MED   | Kevin López      | 65' |
| 21    | MED   | José Mario Pinto |     |
| 27    | DEL   | Jerry Bengtson   | 65' |
| D. T. | D. T. | Pedro Troglio    |     |

| 4  | DEF | Allan Cárcamo      | 31' |
| 7  | MED | Mario Martínez     | 67' |
| 6  | MED | Reinieri Mayorquín | 74' |
| 73 | DEL | Germán Águila      | 82' |
| 20 | DEL | Frelys López       | 83' |

| 17 | DEF | Jonathan Paz   | 48' |
| 9  | DEL | Jorge Benguché | 65' |
| 12 | MED | Gabriel Araújo | 65' |
| 14 | MED | Boniek García  | 65' |
| 29 | MED | Germán Mejía   | 85' |

| 39' · 90+6' | Elvir Auzmendi | 1:0 2:2 |

| 49' · 77' | Bengtson Álvarez | 1:1 1:2 |

| 45+2' · 57' · 90+3' | H. Fonseca D. Mendoza N. Muñoz |

| 38' · 45+3' · 65' · 80' | B. Beckeles E. Rodríguez J. Bengtson J. Paz |

| Principal  | Nelson Salgado    |
| Asistentes | Christian Ramírez |
|            | Luis Paz          |
| Cuarto     | Melvin Matamoros  |
| Quinto     | Rafael García     |

### Final Vuelta
| 1     | POR   | Edrick Menjívar  |       |
| 2     | DEF   | Maylor Núñez     |       |
| 6     | DEF   | Brayan Beckeles  |       |
| 4     | DEF   | José García      |       |
| 31    | DEF   | Carlos Sánchez   |       |
| 32    | MED   | Carlos Pineda    | 56'   |
| 23    | MED   | Jorge Álvarez    | 71'   |
| 8     | MED   | Edwin Rodríguez  | 56'   |
| 21    | MED   | José Mario Pinto | 90+3' |
| 9     | DEL   | Jorge Benguché   |       |
| 27    | DEL   | Jerry Bengtson   | 56'   |
| D. T. | D. T. | Pedro Troglio    |       |

| 1     | POR   | Harold Fonseca       |       |
| 2     | DEF   | Óscar Almendárez     |       |
| 4     | DEF   | Allan Cárcamo        |       |
| 24    | DEF   | Omar Elvir           |       |
| 25    | DEF   | David Mendoza        | 90+2' |
| 33    | DEF   | Nelson Muñoz         |       |
| 8     | MED   | Henry Gómez          |       |
| 16    | MED   | Cristian Cálix       | 90+2' |
| 41    | MED   | Christian Altamirano |       |
| 15    | DEL   | Erick Andino         | 73'   |
| 29    | DEL   | Agustín Auzmendi     |       |
| D. T. | D. T. | Humberto Rivera      |       |

| 19 | DEL | Yustin Arboleda | 56'   |
| 29 | MED | Germán Mejía    | 56'   |
| 34 | MED | Kevin López     | 56'   |
| 10 | MED | Yan Maciel      | 71'   |
| 17 | DEF | Jonathan Paz    | 90+3' |

| 7  | MED | Mario Martínez | 73'   |
| 73 | DEL | Germán Águila  | 90+2' |
| 20 | DEL | Frelys López   | 90+2' |

| 64' · 83' · 90+1' | Arboleda López | 1:1 2:1 3:2 |

| 43' · 87' | Auzmendi Gómez | 0:1 2:2 |

| 45+3' · 59' · 70' · 86' · 90+3' | C. Pineda M. Núñez J. Álvarez Y. Arboleda K. López |

| 14' · 59' · 67' · 88' | D. Mendoza H. Gómez E. Andino C. Altamirano |

| Principal  | Said Martínez    |
| Asistentes | Walter López     |
|            | Elder Oliva      |
| Cuarto     | Raúl Castro      |
| Quinto     | Vivían Rodríguez |

| 1     | POR   | Edrick Menjívar  |       |
| 2     | DEF   | Maylor Núñez     |       |
| 6     | DEF   | Brayan Beckeles  |       |
| 4     | DEF   | José García      |       |
| 31    | DEF   | Carlos Sánchez   |       |
| 32    | MED   | Carlos Pineda    | 56'   |
| 23    | MED   | Jorge Álvarez    | 71'   |
| 8     | MED   | Edwin Rodríguez  | 56'   |
| 21    | MED   | José Mario Pinto | 90+3' |
| 9     | DEL   | Jorge Benguché   |       |
| 27    | DEL   | Jerry Bengtson   | 56'   |
| D. T. | D. T. | Pedro Troglio    |       |

| 1     | POR   | Harold Fonseca       |       |
| 2     | DEF   | Óscar Almendárez     |       |
| 4     | DEF   | Allan Cárcamo        |       |
| 24    | DEF   | Omar Elvir           |       |
| 25    | DEF   | David Mendoza        | 90+2' |
| 33    | DEF   | Nelson Muñoz         |       |
| 8     | MED   | Henry Gómez          |       |
| 16    | MED   | Cristian Cálix       | 90+2' |
| 41    | MED   | Christian Altamirano |       |
| 15    | DEL   | Erick Andino         | 73'   |
| 29    | DEL   | Agustín Auzmendi     |       |
| D. T. | D. T. | Humberto Rivera      |       |

| 19 | DEL | Yustin Arboleda | 56'   |
| 29 | MED | Germán Mejía    | 56'   |
| 34 | MED | Kevin López     | 56'   |
| 10 | MED | Yan Maciel      | 71'   |
| 17 | DEF | Jonathan Paz    | 90+3' |

| 7  | MED | Mario Martínez | 73'   |
| 73 | DEL | Germán Águila  | 90+2' |
| 20 | DEL | Frelys López   | 90+2' |

| 64' · 83' · 90+1' | Arboleda López | 1:1 2:1 3:2 |

| 43' · 87' | Auzmendi Gómez | 0:1 2:2 |

| 45+3' · 59' · 70' · 86' · 90+3' | C. Pineda M. Núñez J. Álvarez Y. Arboleda K. López |

| 14' · 59' · 67' · 88' | D. Mendoza H. Gómez E. Andino C. Altamirano |

| Principal  | Said Martínez    |
| Asistentes | Walter López     |
|            | Elder Oliva      |
| Cuarto     | Raúl Castro      |
| Quinto     | Vivían Rodríguez |

| 1     | POR   | Edrick Menjívar  |       |
| 2     | DEF   | Maylor Núñez     |       |
| 6     | DEF   | Brayan Beckeles  |       |
| 4     | DEF   | José García      |       |
| 31    | DEF   | Carlos Sánchez   |       |
| 32    | MED   | Carlos Pineda    | 56'   |
| 23    | MED   | Jorge Álvarez    | 71'   |
| 8     | MED   | Edwin Rodríguez  | 56'   |
| 21    | MED   | José Mario Pinto | 90+3' |
| 9     | DEL   | Jorge Benguché   |       |
| 27    | DEL   | Jerry Bengtson   | 56'   |
| D. T. | D. T. | Pedro Troglio    |       |

| 1     | POR   | Harold Fonseca       |       |
| 2     | DEF   | Óscar Almendárez     |       |
| 4     | DEF   | Allan Cárcamo        |       |
| 24    | DEF   | Omar Elvir           |       |
| 25    | DEF   | David Mendoza        | 90+2' |
| 33    | DEF   | Nelson Muñoz         |       |
| 8     | MED   | Henry Gómez          |       |
| 16    | MED   | Cristian Cálix       | 90+2' |
| 41    | MED   | Christian Altamirano |       |
| 15    | DEL   | Erick Andino         | 73'   |
| 29    | DEL   | Agustín Auzmendi     |       |
| D. T. | D. T. | Humberto Rivera      |       |

| 19 | DEL | Yustin Arboleda | 56'   |
| 29 | MED | Germán Mejía    | 56'   |
| 34 | MED | Kevin López     | 56'   |
| 10 | MED | Yan Maciel      | 71'   |
| 17 | DEF | Jonathan Paz    | 90+3' |

| 7  | MED | Mario Martínez | 73'   |
| 73 | DEL | Germán Águila  | 90+2' |
| 20 | DEL | Frelys López   | 90+2' |

| 64' · 83' · 90+1' | Arboleda López | 1:1 2:1 3:2 |

| 43' · 87' | Auzmendi Gómez | 0:1 2:2 |

| 45+3' · 59' · 70' · 86' · 90+3' | C. Pineda M. Núñez J. Álvarez Y. Arboleda K. López |

| 14' · 59' · 67' · 88' | D. Mendoza H. Gómez E. Andino C. Altamirano |

| Principal  | Said Martínez    |
| Asistentes | Walter López     |
|            | Elder Oliva      |
| Cuarto     | Raúl Castro      |
| Quinto     | Vivían Rodríguez |

| 1     | POR   | Edrick Menjívar  |       |
| 2     | DEF   | Maylor Núñez     |       |
| 6     | DEF   | Brayan Beckeles  |       |
| 4     | DEF   | José García      |       |
| 31    | DEF   | Carlos Sánchez   |       |
| 32    | MED   | Carlos Pineda    | 56'   |
| 23    | MED   | Jorge Álvarez    | 71'   |
| 8     | MED   | Edwin Rodríguez  | 56'   |
| 21    | MED   | José Mario Pinto | 90+3' |
| 9     | DEL   | Jorge Benguché   |       |
| 27    | DEL   | Jerry Bengtson   | 56'   |
| D. T. | D. T. | Pedro Troglio    |       |

| 1     | POR   | Harold Fonseca       |       |
| 2     | DEF   | Óscar Almendárez     |       |
| 4     | DEF   | Allan Cárcamo        |       |
| 24    | DEF   | Omar Elvir           |       |
| 25    | DEF   | David Mendoza        | 90+2' |
| 33    | DEF   | Nelson Muñoz         |       |
| 8     | MED   | Henry Gómez          |       |
| 16    | MED   | Cristian Cálix       | 90+2' |
| 41    | MED   | Christian Altamirano |       |
| 15    | DEL   | Erick Andino         | 73'   |
| 29    | DEL   | Agustín Auzmendi     |       |
| D. T. | D. T. | Humberto Rivera      |       |

| 19 | DEL | Yustin Arboleda | 56'   |
| 29 | MED | Germán Mejía    | 56'   |
| 34 | MED | Kevin López     | 56'   |
| 10 | MED | Yan Maciel      | 71'   |
| 17 | DEF | Jonathan Paz    | 90+3' |

| 7  | MED | Mario Martínez | 73'   |
| 73 | DEL | Germán Águila  | 90+2' |
| 20 | DEL | Frelys López   | 90+2' |

| 64' · 83' · 90+1' | Arboleda López | 1:1 2:1 3:2 |

| 43' · 87' | Auzmendi Gómez | 0:1 2:2 |

| 45+3' · 59' · 70' · 86' · 90+3' | C. Pineda M. Núñez J. Álvarez Y. Arboleda K. López |

| 14' · 59' · 67' · 88' | D. Mendoza H. Gómez E. Andino C. Altamirano |

| Principal  | Said Martínez    |
| Asistentes | Walter López     |
|            | Elder Oliva      |
| Cuarto     | Raúl Castro      |
| Quinto     | Vivían Rodríguez |

|                             |
| Campeón Olimpia 36.° título |

## Tabla acumulada de la temporada
| Pos. | Equipo        | Pts. | PJ | G  | E  | P  | GF | GC | Dif. | Clasificación             |
| ---- | ------------- | ---- | -- | -- | -- | -- | -- | -- | ---- | ------------------------- |
| 1    | Olimpia       | 79   | 36 | 23 | 10 | 3  | 63 | 18 | +45  | Copa Centroamericana 2023 |
| 2    | Olancho       | 61   | 36 | 17 | 10 | 9  | 63 | 39 | +24  | Copa Centroamericana 2023 |
| 3    | Real España   | 58   | 36 | 16 | 10 | 10 | 55 | 41 | +14  | Copa Centroamericana 2023 |
| 4    | Motagua       | 57   | 36 | 15 | 12 | 9  | 58 | 48 | +10  | Copa Centroamericana 2023 |
| 5    | Marathón      | 54   | 36 | 14 | 12 | 10 | 53 | 42 | +11  |                           |
| 6    | UPNFM         | 43   | 36 | 11 | 10 | 15 | 50 | 60 | −10  |                           |
| 7    | Vida          | 42   | 36 | 11 | 9  | 16 | 42 | 52 | −10  |                           |
| 8    | Victoria      | 41   | 36 | 11 | 8  | 17 | 42 | 62 | −20  |                           |
| 9    | Honduras P    | 26   | 36 | 4  | 14 | 18 | 37 | 63 | −26  | Repechaje de descenso     |
| 10   | Real Sociedad | 26   | 36 | 5  | 11 | 20 | 34 | 71 | −37  | Repechaje de descenso     |

Actualizado a los partidos jugados el 29 de abril de 2023.
 Fuente: Liga Betcris
Notas:
1. ↑  Campeón Torneo Apertura 2022 y del Torneo Clausura 2023

## Cambios de entrenadores, jugadores extranjeros y descenso

### Cambios de entrenadores

#### Apertura
| Equipo        | Entrenador saliente     | Fecha                   | Jor.    | Pos. | Entrenador entrante     | Fecha                   | Jor. |
| ------------- | ----------------------- | ----------------------- | ------- | ---- | ----------------------- | ----------------------- | ---- |
| UPNFM         | Raúl Cáceres            | 30 de abril de 2022     | Pre.    | Pre. | Héctor Castellón        | 13 de junio de 2022     | Pre. |
| Victoria      | Salomón Nazar           | 8 de mayo de 2022       | Pre.    | Pre. | Fernando Araújo         | 16 de junio de 2022     | Pre. |
| Olimpia       | Pablo Lavallén          | 17 de mayo de 2022      | Pre.    | Pre. | Pedro Troglio           | 2 de junio de 2022      | Pre. |
| Real Sociedad | David Fúnez (int.)      | 16 de junio de 2022     | Pre.    | Pre. | Américo Scatolaro       | 16 de junio de 2022     | Pre. |
| Real Sociedad | Américo Scatolaro       | 23 de agosto de 2022    | 1 - 5   | 10.° | Mauro Reyes             | 24 de agosto de 2022    | 5 -  |
| Vida          | Fernando Mira           | 9 de octubre de 2022    | 1 - 12  | 3.°  | Júnior Izaguirre (int.) | 9 de octubre de 2022    | 13 - |
| Victoria      | Fernando Araújo         | 16 de octubre de 2022   | 1 - 13  | 7.°  | Salomón Nazar           | 18 de octubre de 2022   | 14 - |
| Vida          | Júnior Izaguirre (int.) | 15 de noviembre de 2022 | 13 - 17 | 7.°  | Raúl Cáceres            | 15 de noviembre de 2022 | 18   |

#### Clausura
| Equipo      | Entrenador saliente | Fecha                   | Jor.   | Pos. | Entrenador entrante  | Fecha                   | Jor. |
| ----------- | ------------------- | ----------------------- | ------ | ---- | -------------------- | ----------------------- | ---- |
| Real España | Héctor Vargas       | 2 de diciembre de 2022  | Pre.   | Pre. | Julio Rodríguez      | 7 de diciembre de 2022  | Pre. |
| Marathón    | Manuel Keosseian    | 4 de diciembre de 2022  | Pre.   | Pre. | Salomón Nazar        | 13 de diciembre de 2022 | Pre. |
| Victoria    | Salomón Nazar       | 12 de diciembre de 2022 | Pre.   | Pre. | Héctor Vargas        | 19 de diciembre de 2022 | Pre. |
| Motagua     | Hernán Medina       | 2 de febrero de 2023    | 1 - 4  | 5.°  | Ninrod Medina        | 2 de febrero de 2023    | 5 -  |
| Victoria    | Héctor Vargas       | 14 de marzo de 2023     | 1 - 12 | 8.°  | Raúl Martínez (int.) | 15 de marzo de 2023     | 13 - |

### Jugadores extranjeros
- Nota: De acuerdo con los reglamentos impuestos por la Liga Nacional de Fútbol Profesional de Honduras (LNFP) y la Federación Nacional Autónoma de Fútbol de Honduras (FENAFUTH), los equipos hondureños de Primera División están limitados a tener en sus plantillas un máximo de cuatro jugadores extranjeros. Los jugadores extranjeros que ocupan la quinta plaza también poseen la nacionalidad hondureña y, por lo tanto, utilizan carné de jugador nacional.

#### Apertura
| Equipo            | Jugador 1        | Jugador 2        | Jugador 3       | Jugador 4        |
| ----------------- | ---------------- | ---------------- | --------------- | ---------------- |
| Honduras Progreso | Andrés Salazar   | Oidel Pérez      | Leslie Heraldez | Richard Mercado  |
| Marathón          | Rafael García    | Lucas Campana    | Braian Molina   | Juan Vieyra      |
| Motagua           | Roberto Moreira  | Fabricio Brenner | Geovany Bueso   | Mauro Ortiz      |
| Olimpia           | Yustin Arboleda  | Yan Maciel       | Gabriel Araújo  |                  |
| Olancho           | Matías Quinteros | Juan Diego Lasso | Santiago Molina | Agustín Auzmendi |
| Real España       | Pedro Báez       | Ramiro Rocca     | Heyreel Saravia | Bandera de ?     |
| Real Sociedad     | Nelson Johnston  | Jamal Charles    | César Mena      | Denver Fox       |
| UPNFM             |                  |                  |                 |                  |
| Victoria          | Yaudel Lahera    | Luis Hurtado     | Fabricio Silva  |                  |
| Vida              | Mamadu Djalo     | Rafael Agámez    | Infamara Camará | Carlos Peña      |

#### Clausura
| Equipo            | Jugador 1       | Jugador 2       | Jugador 3          | Jugador 4        |
| ----------------- | --------------- | --------------- | ------------------ | ---------------- |
| Honduras Progreso | Deiby Balanta   | Jhan Mora       | Rodin Quiñones     | Harold Sandoval  |
| Marathón          | Edis Ibargüen   | Jairo Jiménez   | César Samudio      | Jerry Ortiz      |
| Motagua           | Roberto Moreira | Lucas Campana   | Gaspar Triverio    | Santiago Montoya |
| Olimpia           | Yustin Arboleda | Yan Maciel      | Gabriel Araújo     |                  |
| Olancho           | Germán Águila   | Santiago Molina | Agustín Auzmendi   | Matías Quinteros |
| Real España       | Pedro Báez      | Ramiro Rocca    | Juan Vieyra        | Claudio Innella  |
| Real Sociedad     | Luis Ortiz      | Álvaro Torres   | Jefferson Collazos | Marcos Allen     |
| UPNFM             |                 |                 |                    |                  |
| Victoria          | Yaudel Lahera   | Luis Hurtado    | Fabricio Silva     | Nahuel Luna      |
| Vida              | Rafael Agámez   | Jair Mosquera   | Jonathan Bornstein | Bandera de ?     |

### Final del Descenso
| 4 de mayo de 2023, 16:00 | Real Sociedad | 1:2 (0:0) | Honduras Progreso                     | Estadio Francisco Martínez, Tocoa. |                              |
|                          | Delgado 48'   | Reporte   | Castillo 81' · Hernández 90+6' (pen.) | Árbitro(s): Héctor Rodríguez       | Árbitro(s): Héctor Rodríguez |

| 7 de mayo de 2023, 15:00 | Honduras Progreso | 0:2 (0:0) (Global 2:3) | Real Sociedad              | Estadio Humberto Micheletti, El Progreso. |                            |
|                          |                   | Reporte                | Collazos 53' · Reyes 90+3' | Árbitro(s): Armando Castro                | Árbitro(s): Armando Castro |

### Descendido
| 50×50px                  |
| Honduras Progreso        |
| Descendido el 07/05/2023 |